# Houten achtkant

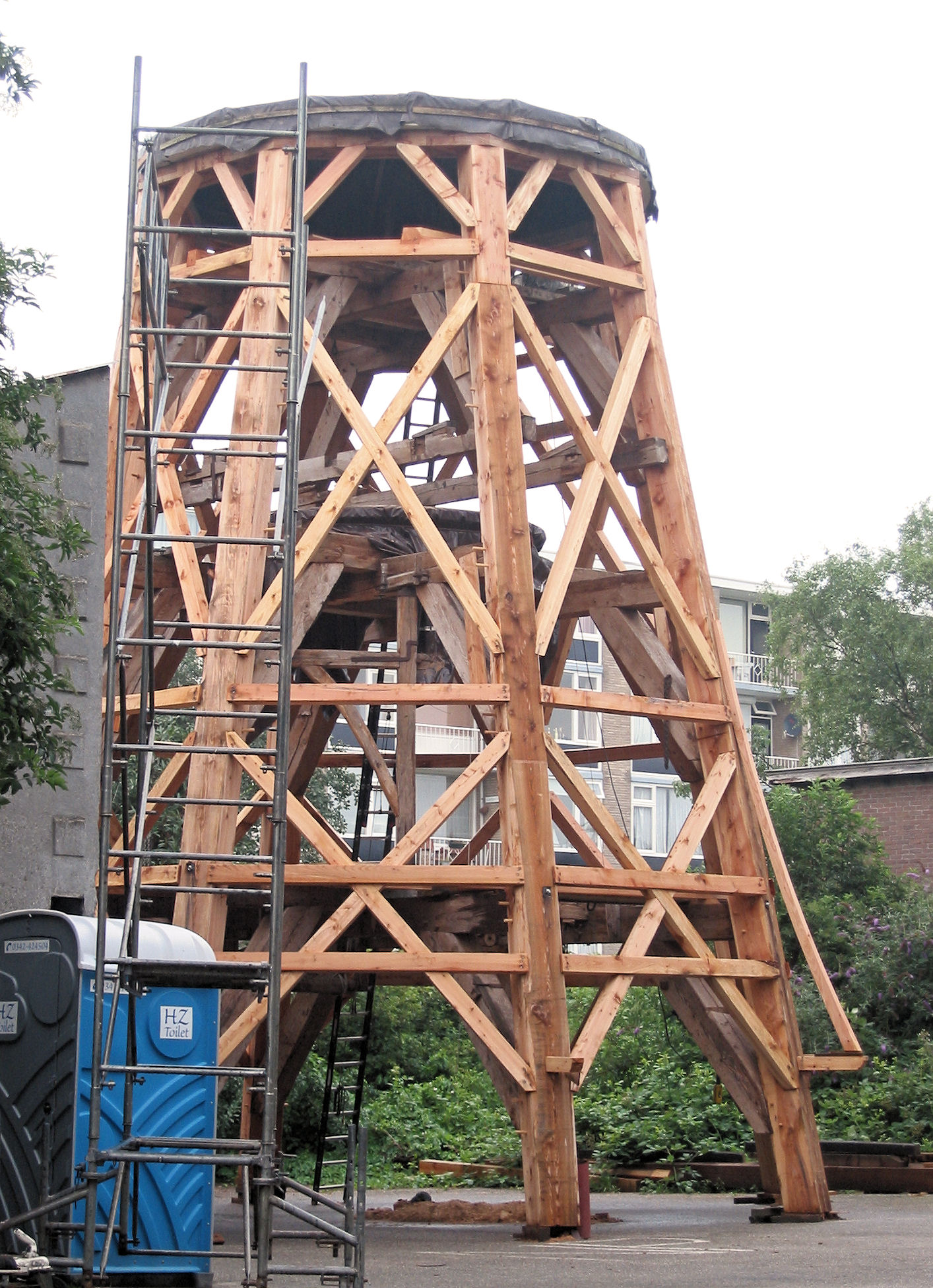
Gedeeltelijk gerestaureerde houten achtkant met veldkruisen, veldregels, hondsoren en een uitbreker.

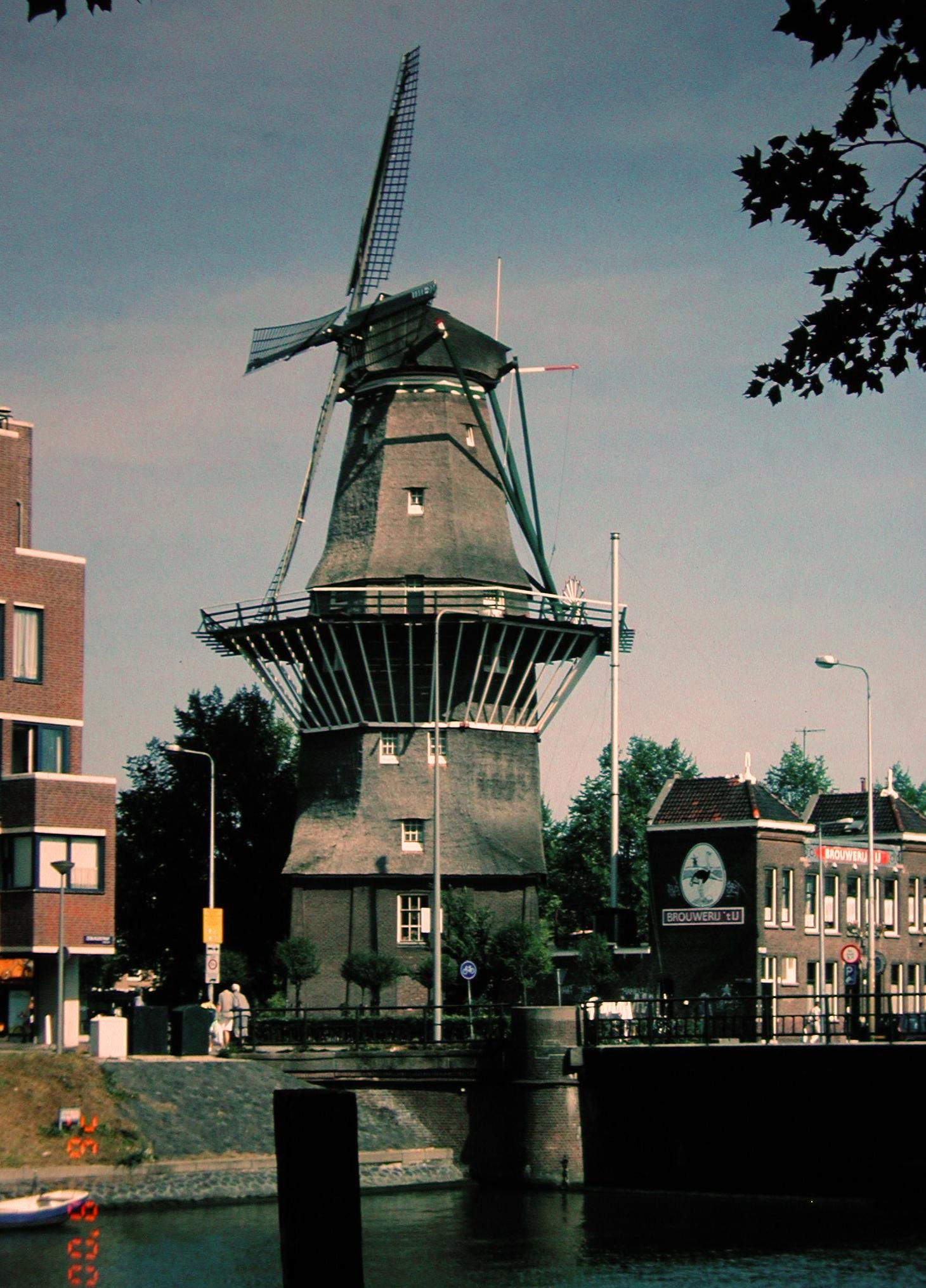
De Gooyer bestaat uit twee op elkaar geplaatste houten achtkanten, elk bestaande uit drie bintlagen, op een stenen onderbouw

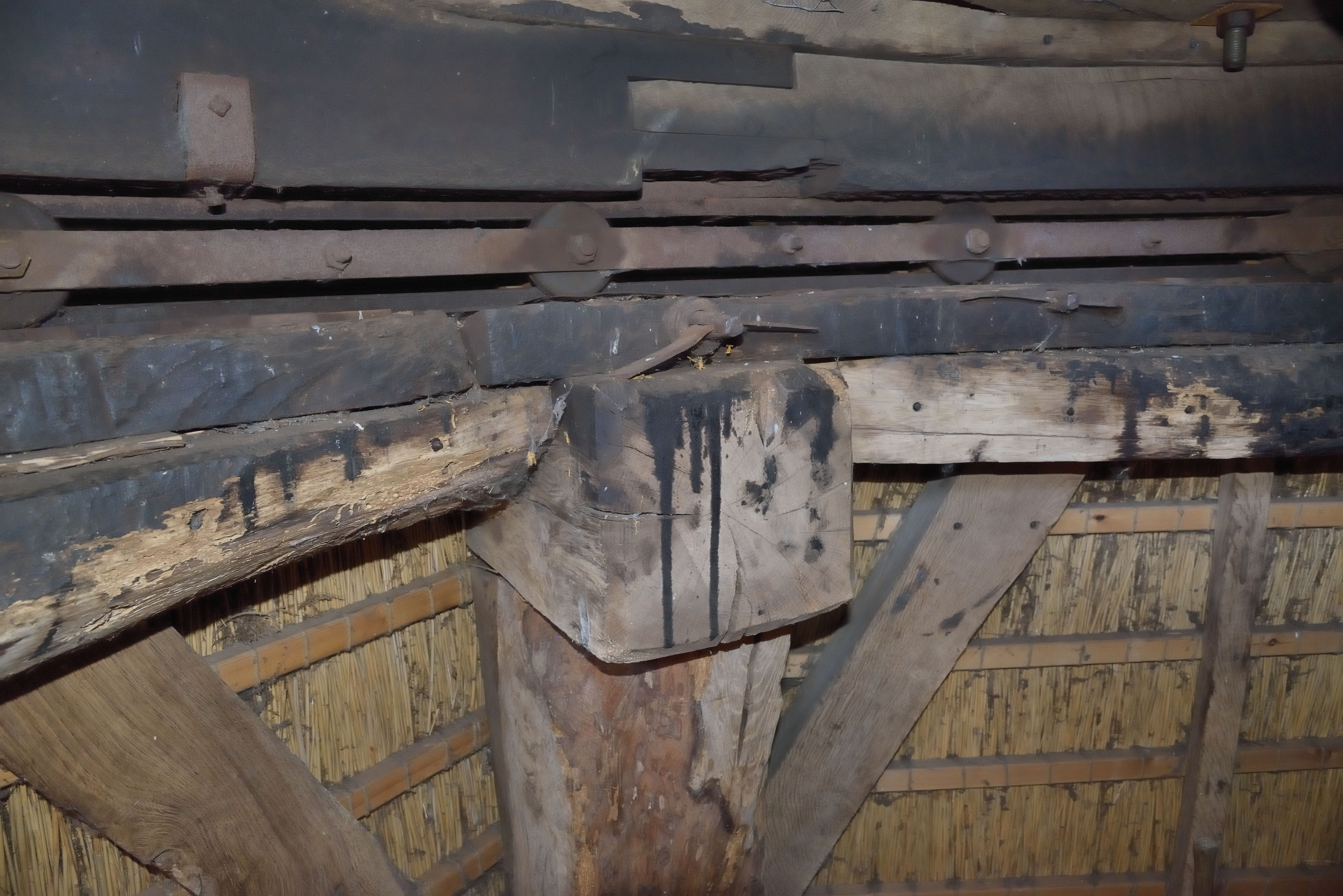
Boventafelement met blokkeel

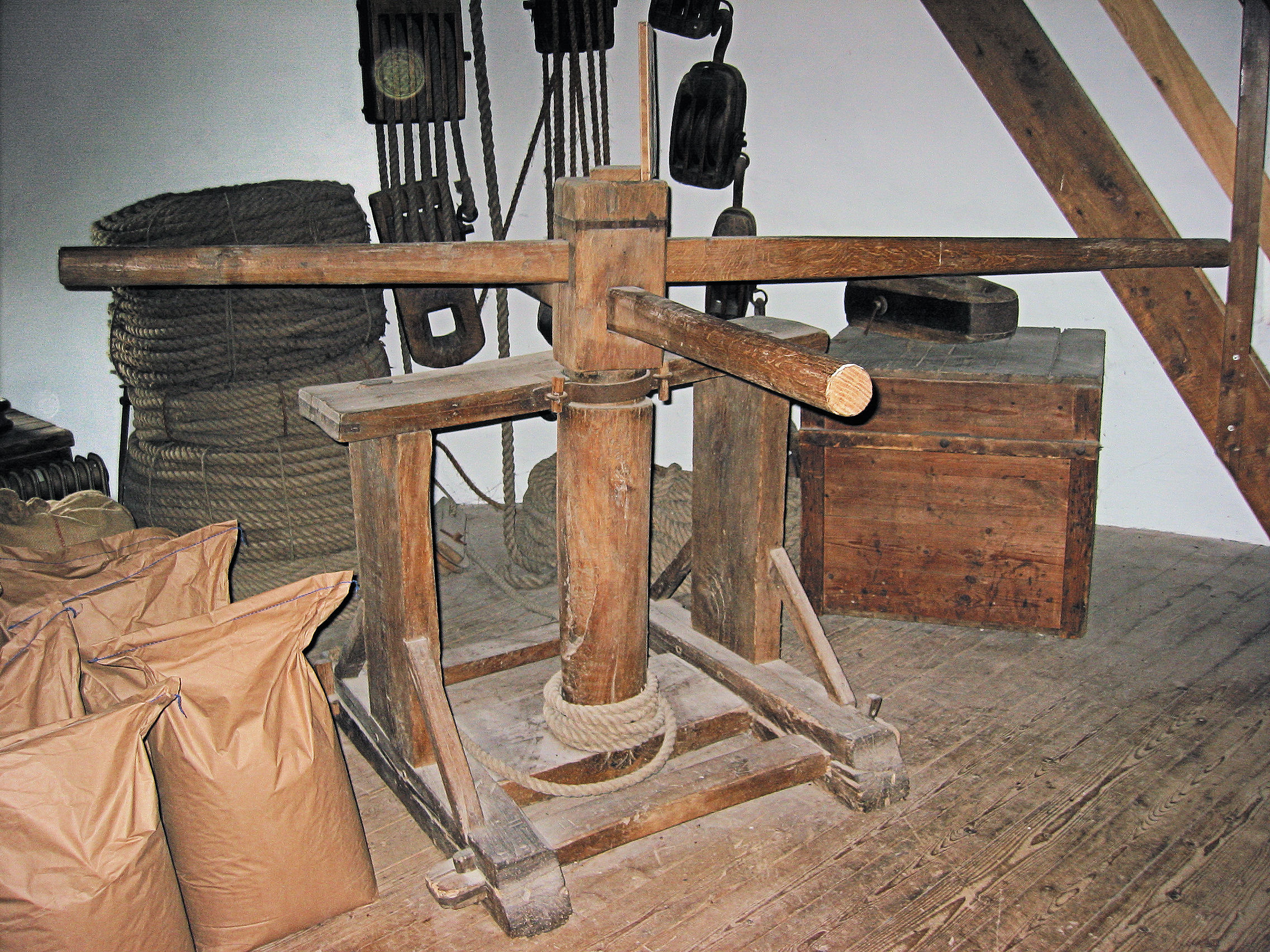
Kaapstander

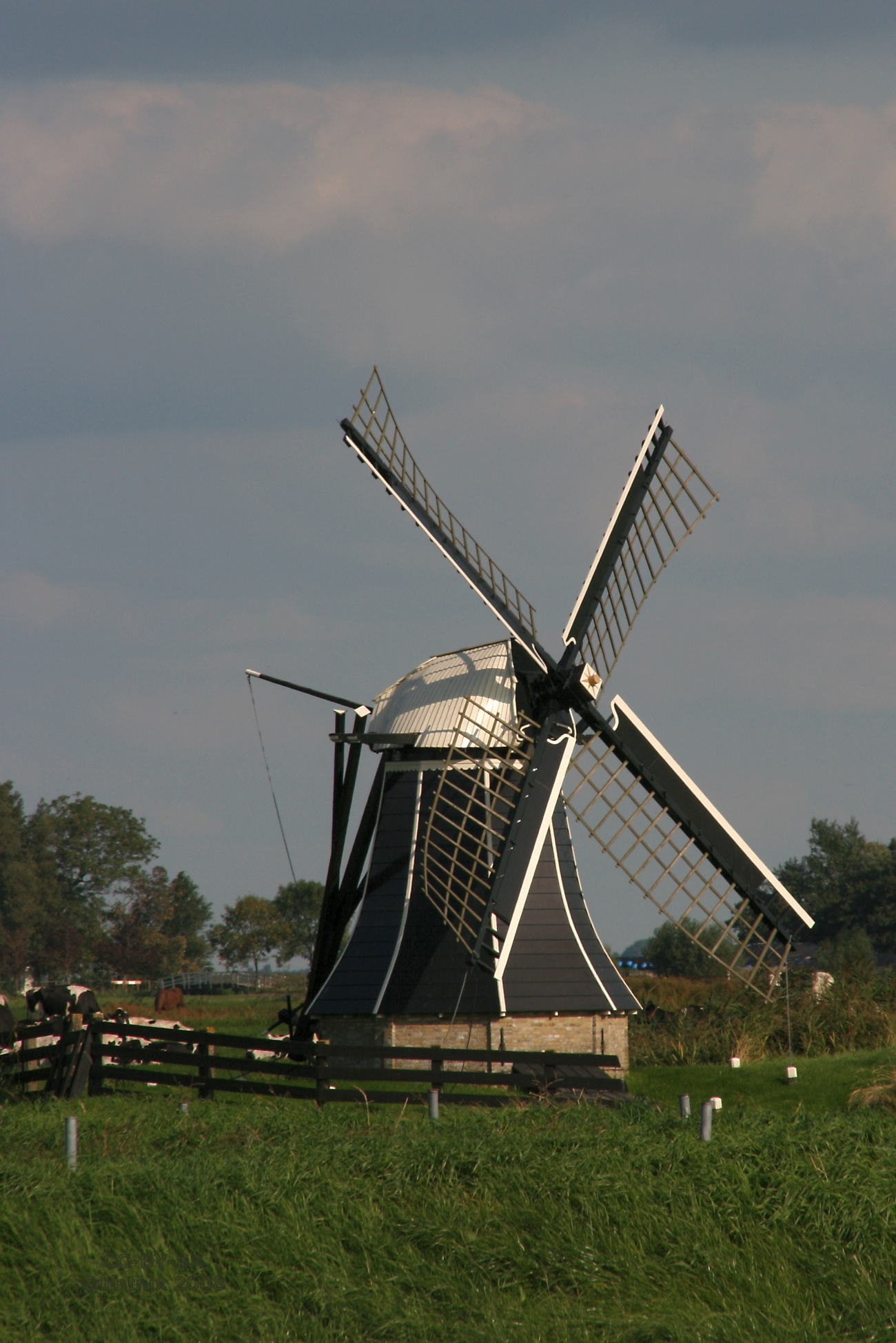
Monniksmolen Edensermolen

In het begin van de zestiende eeuw ontstonden in Noord- en Zuid-Holland molens met een houten achtkant, die de standerdmolens in deze provincies uiteindelijk hebben verdrongen. De molens in deze provincies zijn van boven vrij groot, omdat het oorspronkelijk allemaal binnenkruiers waren. Hierdoor zien ze er vrij plomp uit. In Zuid-Holland zijn ze later omgebouwd tot buitenkruier. Er zijn ook molens met een houten zeskant, vaak houtzaagmolens, en zelfs met een houten zestienkant, zoals de De Hoop in Horn. 
In de zestiende en zeventiende eeuw werden de houten achtkanten van eikenhout gemaakt, zoals de Geestmolen. In de achttiende eeuw werd in Zuid-Holland overgegaan op grenen achtkantstijlen. In Noord-Holland gebeurde dit een eeuw later. In het begin is er gebruikgemaakt van Riga-grenen, later ook van Noord-Amerikaans grenen (Pinus palustris).

## Uiterlijk
Een houten achtkant is de houten bovenbouw van een bovenkruier en rust op een stenen romp, zoals bij de Walderveense molen of op een houten romp, zoals bij De Hoop in Lunteren. De Gooyer bestaat zelfs uit twee op elkaar geplaatste houten achtkanten, elk met drie bintlagen, op een stenen onderbouw. Naast een houten achtkant is er ook een houten zeskant, zoals de zaagmolen het Jonge Schaap en de papiermolen De Schoolmeester.
Boven op de achtkant rust de kap van de molen.

## Opbouw
De achtkant is opgebouwd uit 8 achtkantstijlen, die met elkaar verbonden zijn met veldkruisen, veldregels en meestal ook veldstijlen. De veldkruisen vangen samen met de hondsoren de torsiekrachten op. Aan de buitenkant zitten de rietlatten waar het riet aan vastgemaakt wordt. Op de bovenkant zijn de kantstijlen met elkaar verbonden door balken, die tezamen het boventafelement vormen. Bij de oudste molens, zoals de Geestmolen, zijn de tafelement stukken met elkaar verbonden met behulp van blokkelen. Het boventafelement wordt ondersteund vanaf de achtkantstijlen door schuine balken, de hondsoren. De stijlen aan de onderkant kunnen al of niet verbonden zijn door een ondertafelement. Binnen de achtkant zitten tegen de achtkantstijlen schuine balken, de korbelen ter ondersteuning van de horizontale balken, de bintbalken of legeringsbalken, waaroverheen de kinderbalken liggen die de maal-, de steenzolder-, de lui- en de kapzoldervloer dragen. De korbelen gaan het schranken (scheef trekken) tegen. Elke verdieping heeft bintbalken, meestal zijn er twee verdiepingen, maar soms komen ook drie verdiepingen voor zoals bij de oliemolen De Zoeker en de korenmolen De Gooyer. Bij de opbouw van de achtkant worden eerst twee achtkantstijlen met hun bintbalken, korbelen en veldkruisen plat op de grond kant-en-klaar gemaakt en vervolgens omhoog gezet. Dit worden daarom de vaste gebinten genoemd. Het oprichten van de vaste gebinten gebeurde vroeger met behulp van een rechtmast met tuien die de mast overeind moesten houden en een kaapstander.

Vervolgens worden dwars over de bintbalken van het vaste gebint bintbalken gelegd, waaraan de andere vier achtkantstijlen worden vastgemaakt. Ook tussen deze achtkantstijlen worden veldkruisen geplaatst en korbelen aangebracht. Deze heten daarom de losse gebinten.
De velden (zijkanten) tussen twee vaste of twee losse gebinten liggen worden de ware velden genoemd, degene tussen een vast en een los gebint de valse velden.
De korbelen zijn met pen-en-gatverbindingen en houten toognagels aan de stijlen verbonden. Ook de horizontale balken hebben dit type verbinding. De veldkruisen zijn met spijkers, tegenwoordig ook met draadnagels aan de kantstijlen bevestigd.
De houten achtkant is meestal gedekt met riet, maar ook dekking met eikenplanken met daaroverheen dakleer komt voor. Het riet wordt vastgezet met touw en niet met ijzerdraad omdat het riet vanwege de steilheid van het te bedekken oppervlak onder ijzerdraad wegschuift. Aan de onderkant en bovenkant is het rietgedekte deel wijder dan de achtkant. Hiervoor worden er op de achtkantstijlen verticaal lopende, schuine balkjes, de uitbrekers, gezet en bovenaan onder de uitstekende hoeken van het boventafelement ook schuine balken, de scheggen. De uitbreker rust op een horizontaal balkje, het kardoeshout, dat op zijn beurt weer ondersteund wordt door een verticaal balkje, het stijltje. Tegen het stijltje worden gepotdekselde planken gespijkerd en vormen zo de weeg. Over de kardoezen liggen de duisplanken.

## Monniksmolen
In Friesland werden kleine, achtkante, houten molens gebouwd die monniksmolen (munniksmolen) of mounts worden genoemd. In het Fries heten deze molens muonts of mûnts. De molens hebben een vlucht van 9 - 17 meter. Om het omwaaien van de molen te voorkomen zijn met kettingen aan ten minste twee achtkantstijlen zwerfkeien verankerd.

## Fotogalerij

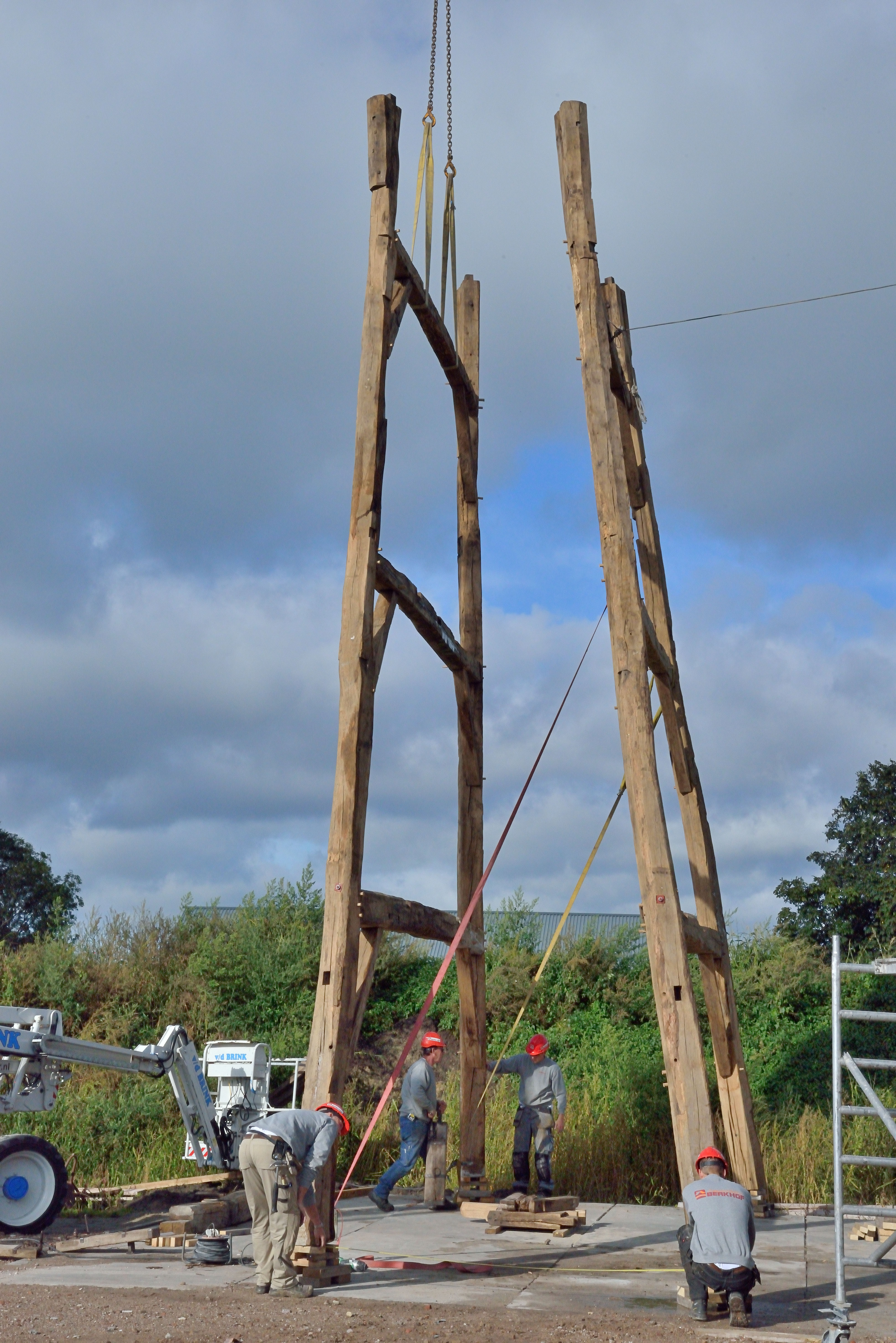
Vaste gebinten van de Puurveense molen
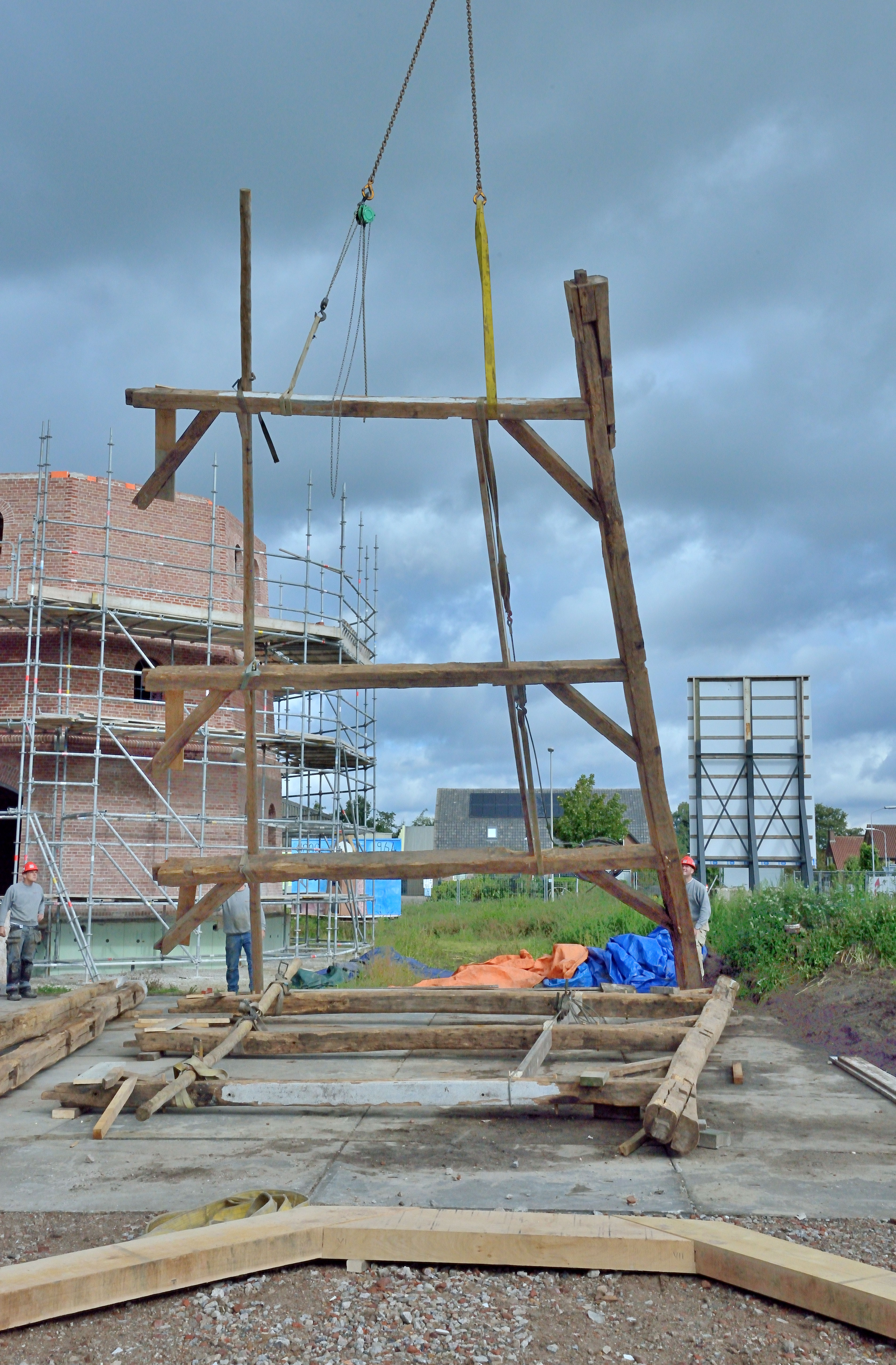
Los gebint van de Puurveense molen
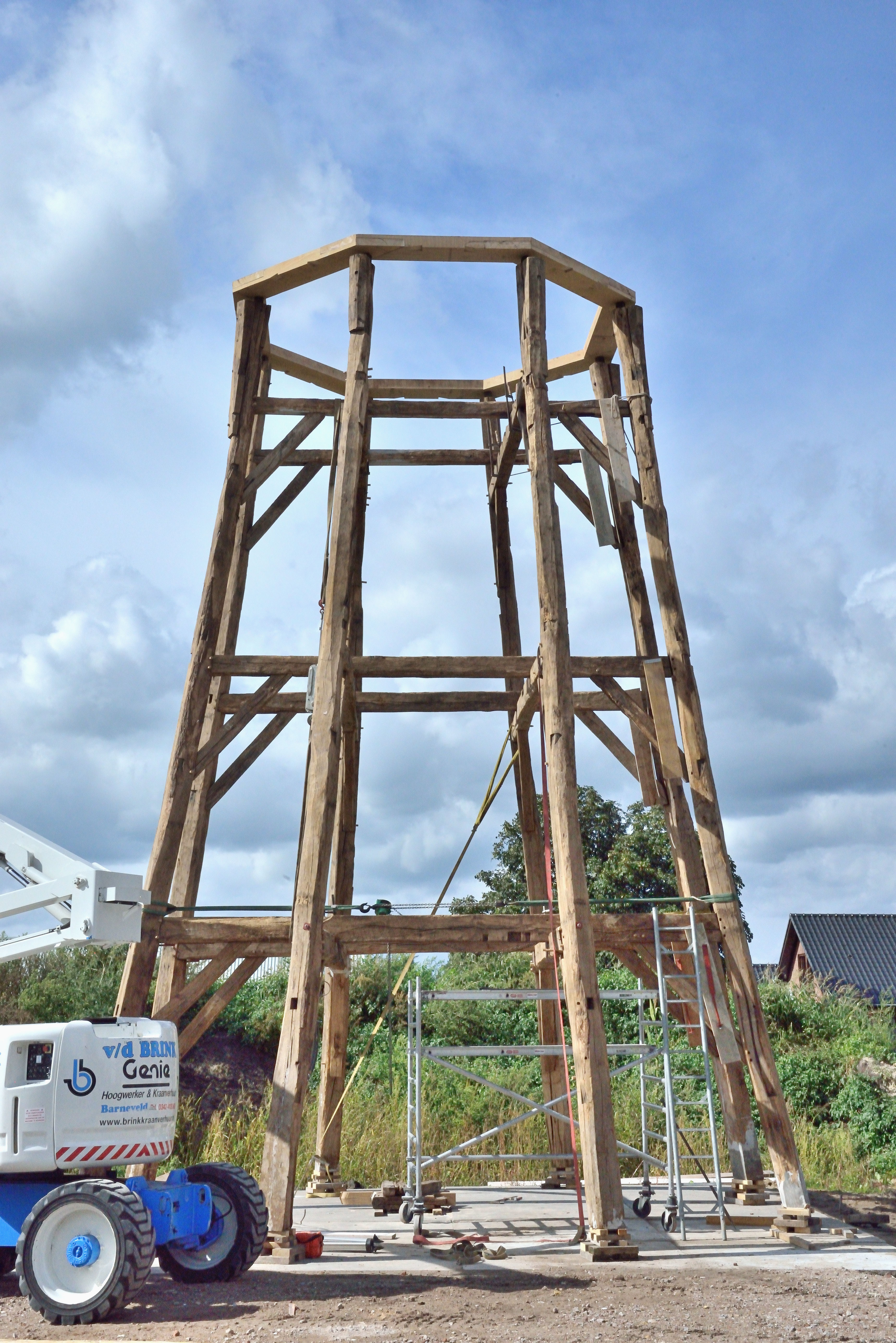
Achtkant van de Puurveense molen
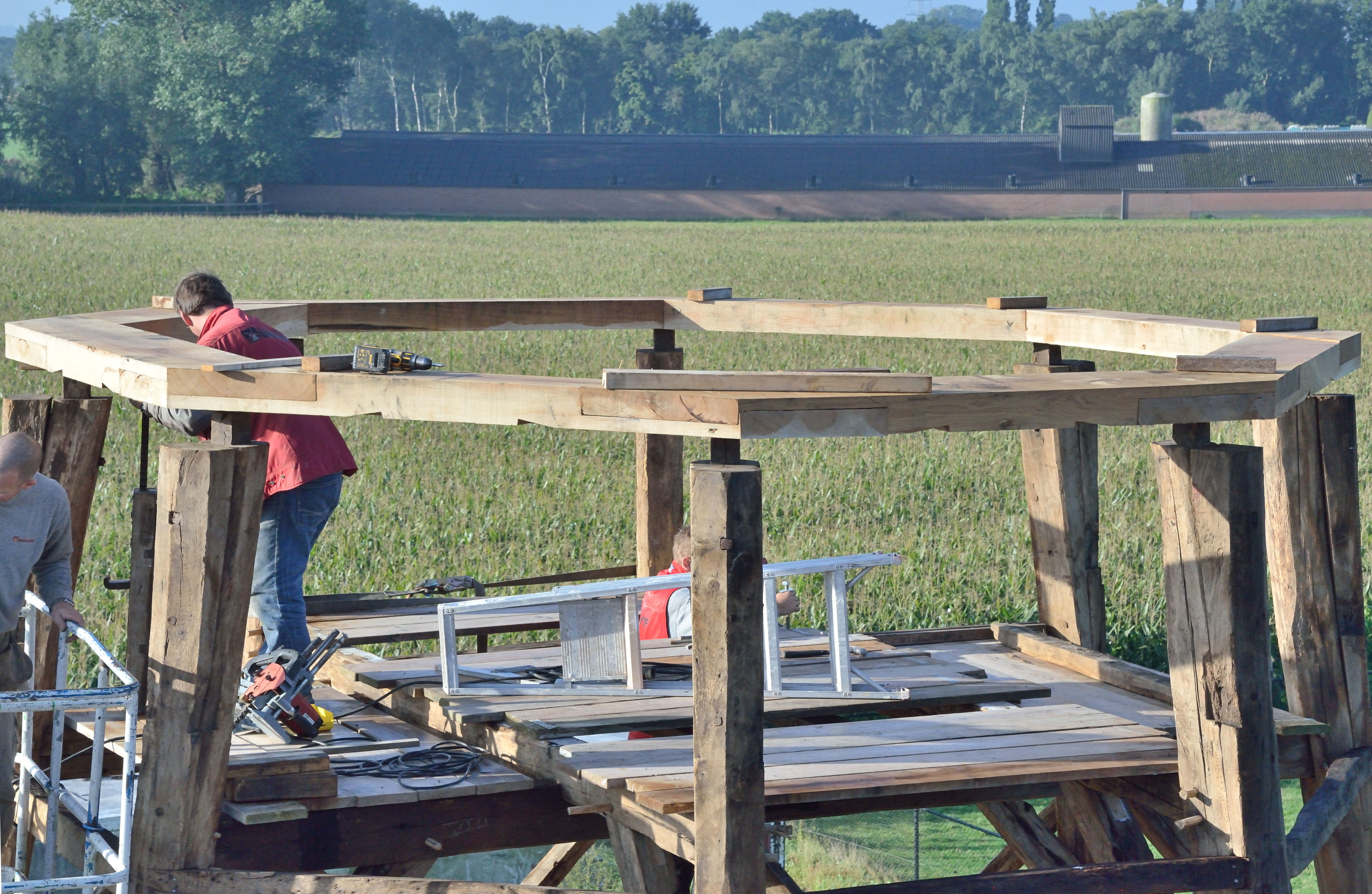
Boventafelement van de Puurveense molen
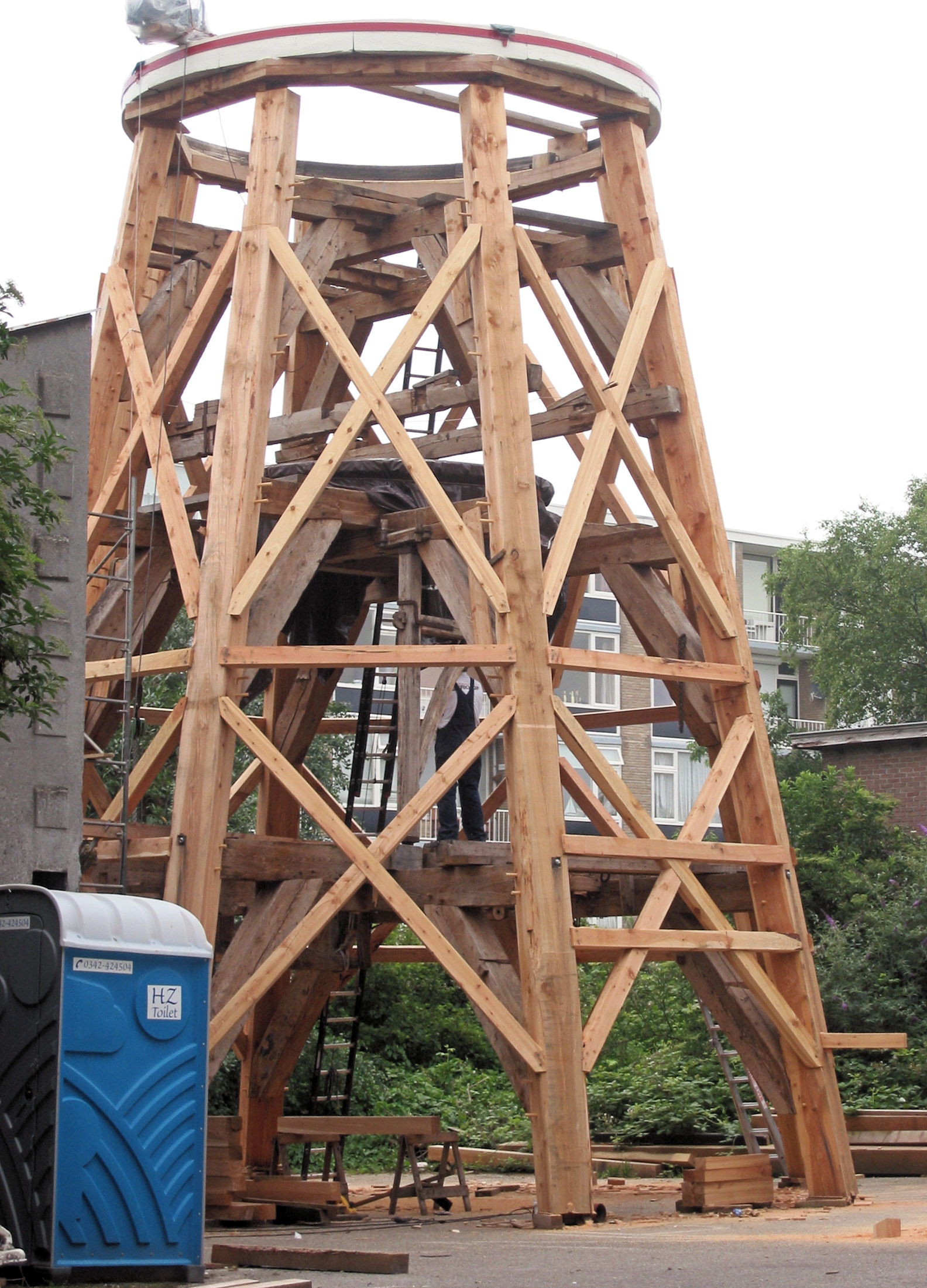
Gedeeltelijk gerestaureerde houten achtkant met boventafelement, veldkruisen en enkele veldregels
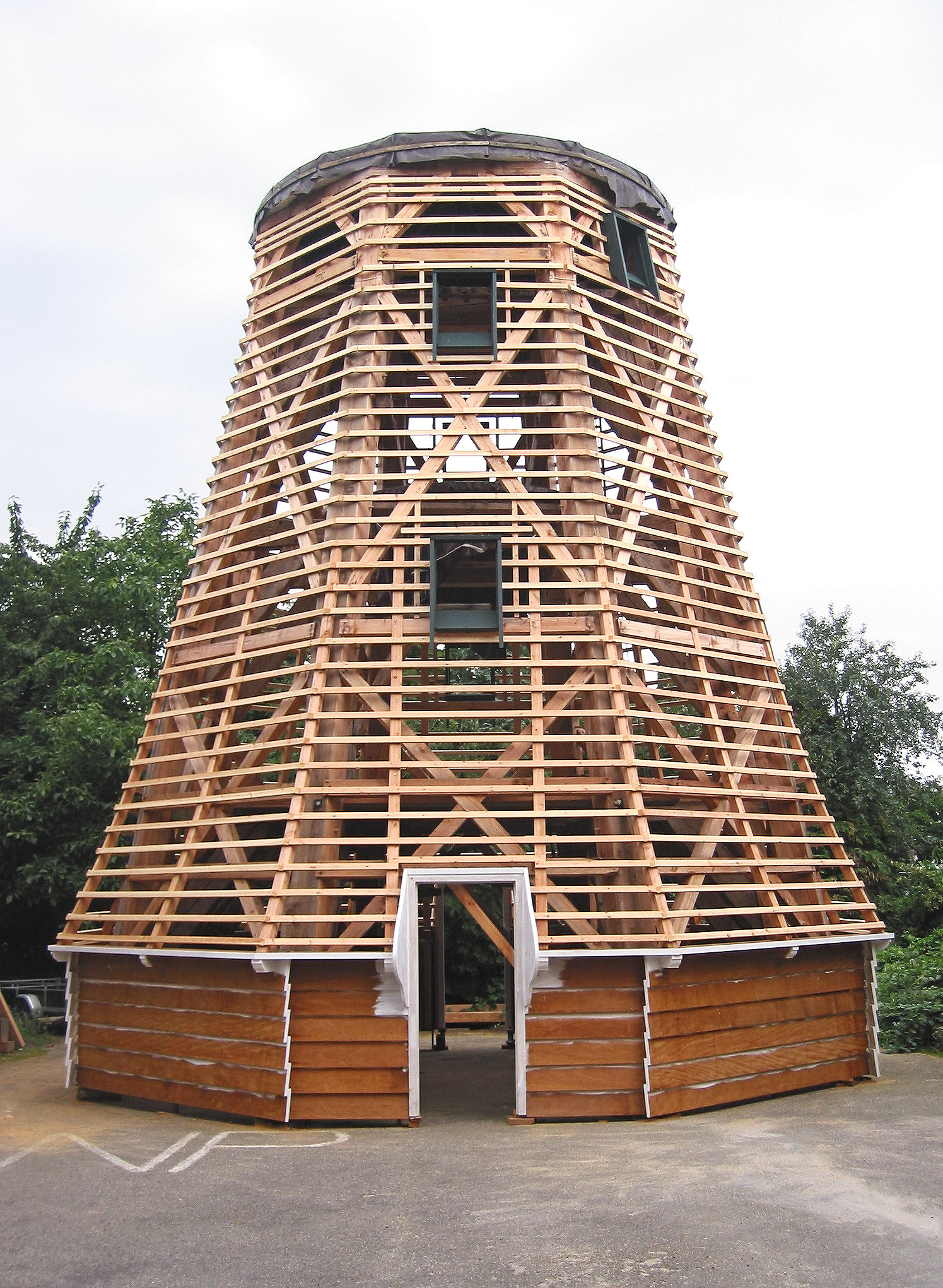
Gerestaureerde houten achtkant met rietlatten, maar nog zonder de rietbedekking
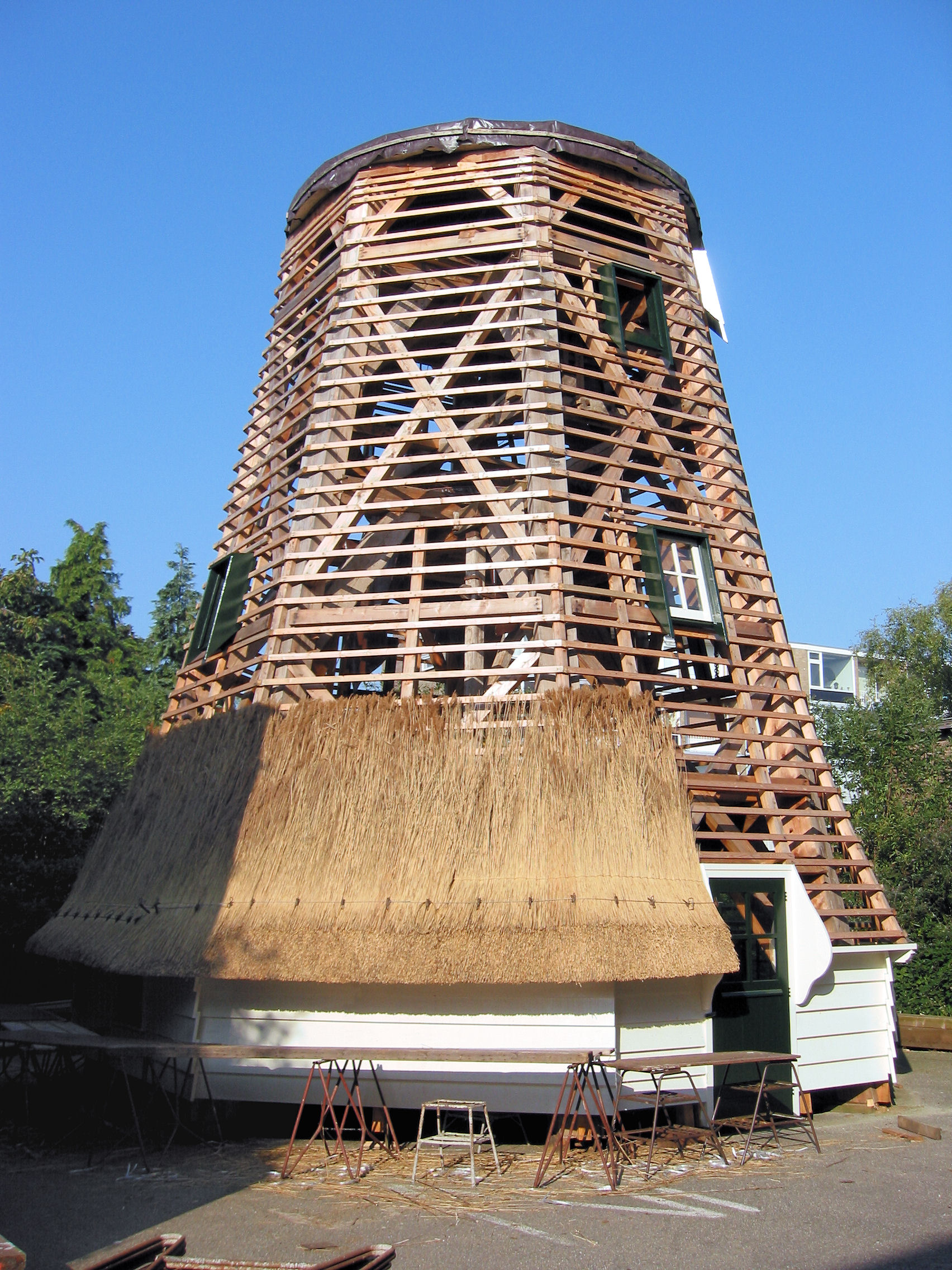
Gerestaureerde houten achtkant begin met het rietdekken
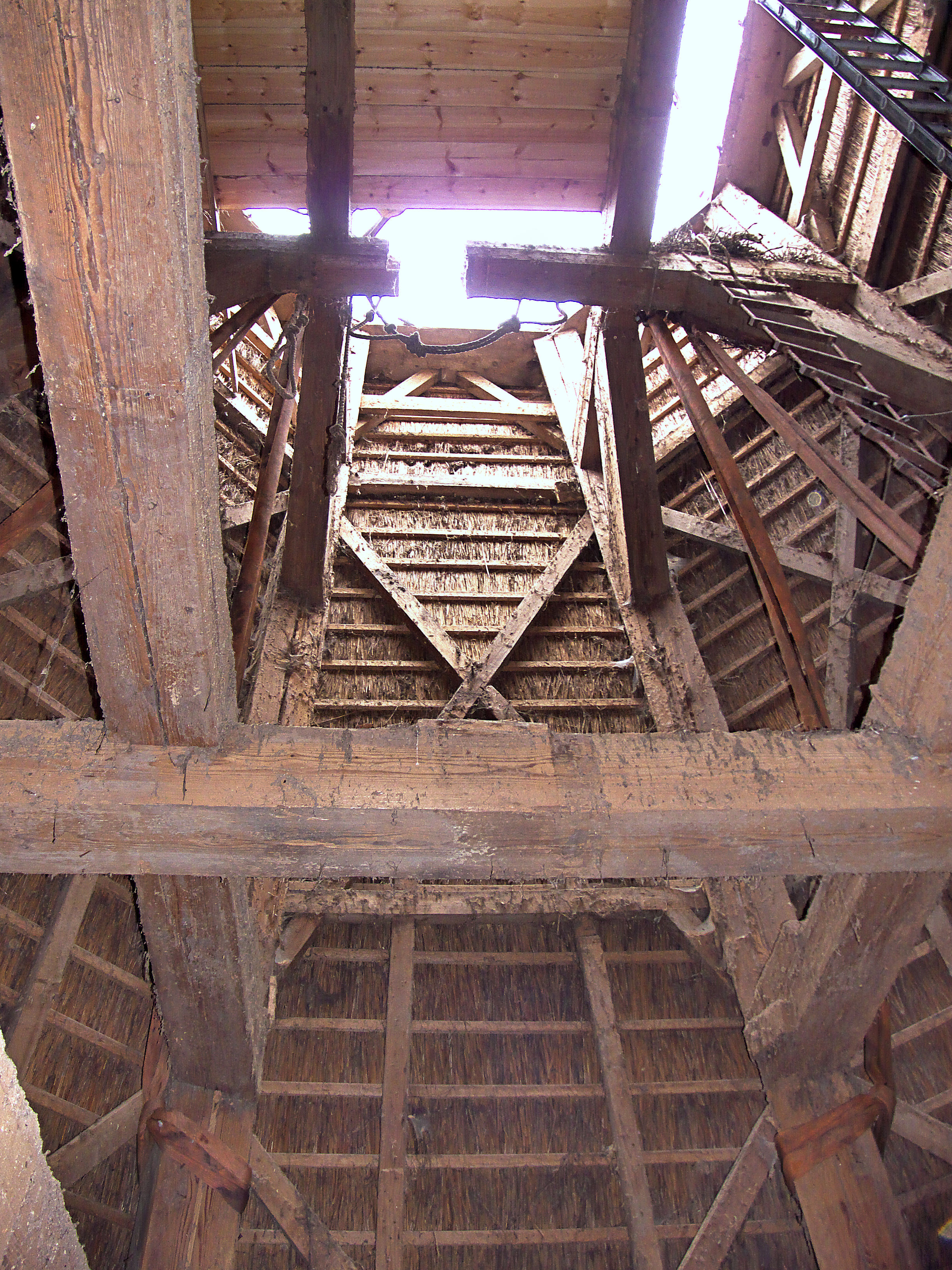
Binnenkant achtkant van De Hoop in Oldebroek
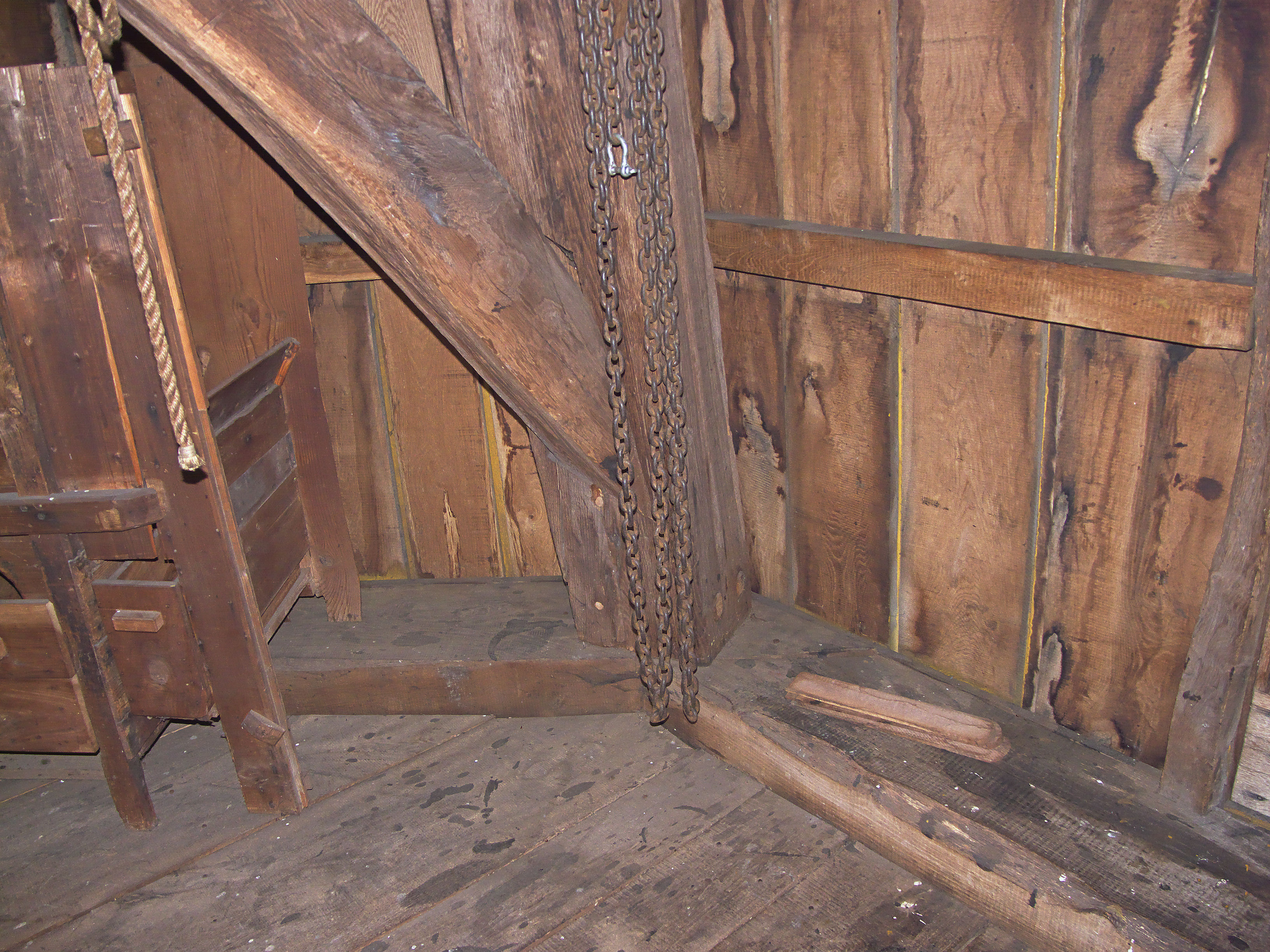
Achtkantstijl op ondertafelement
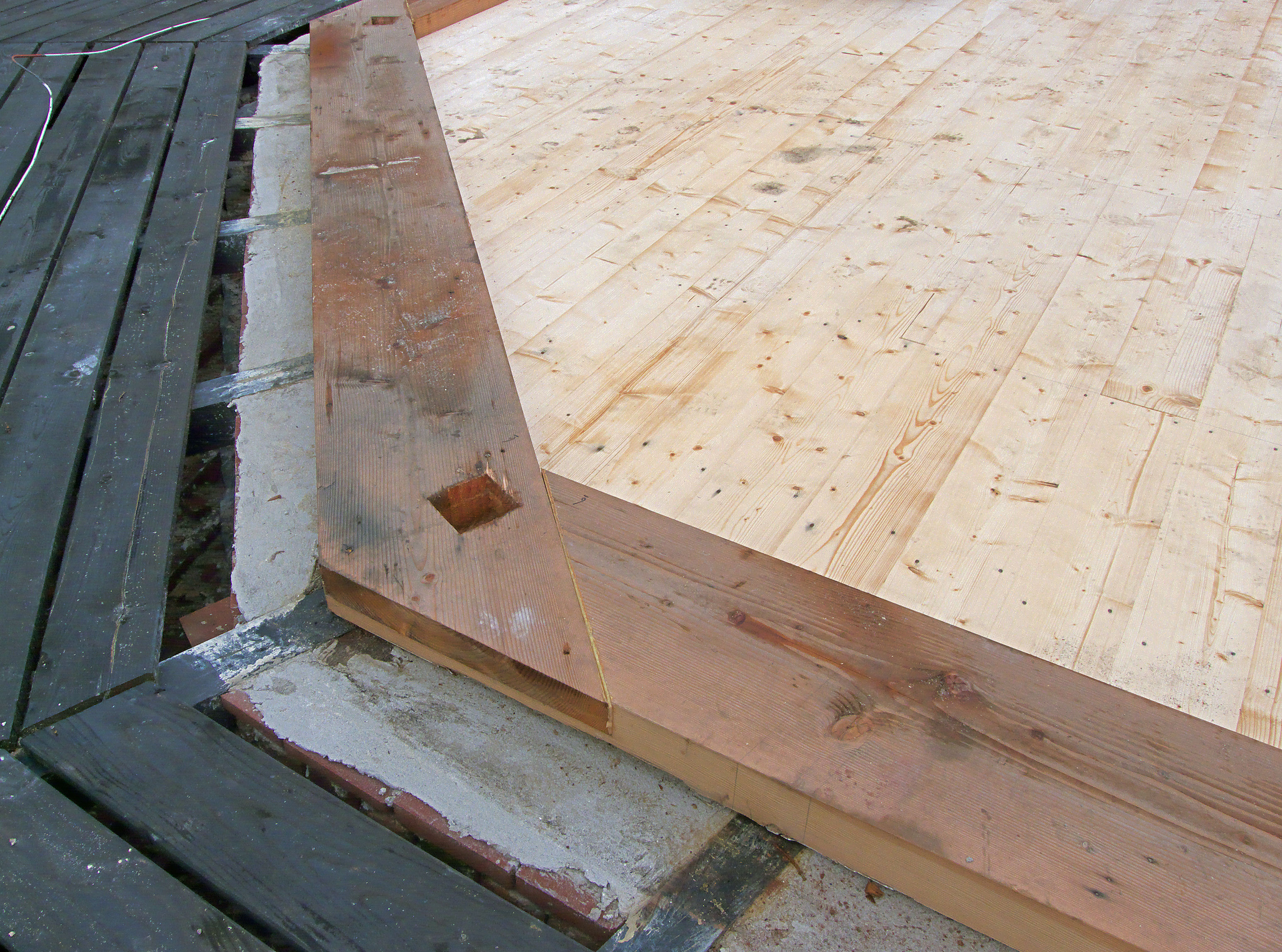
Ondertafelement
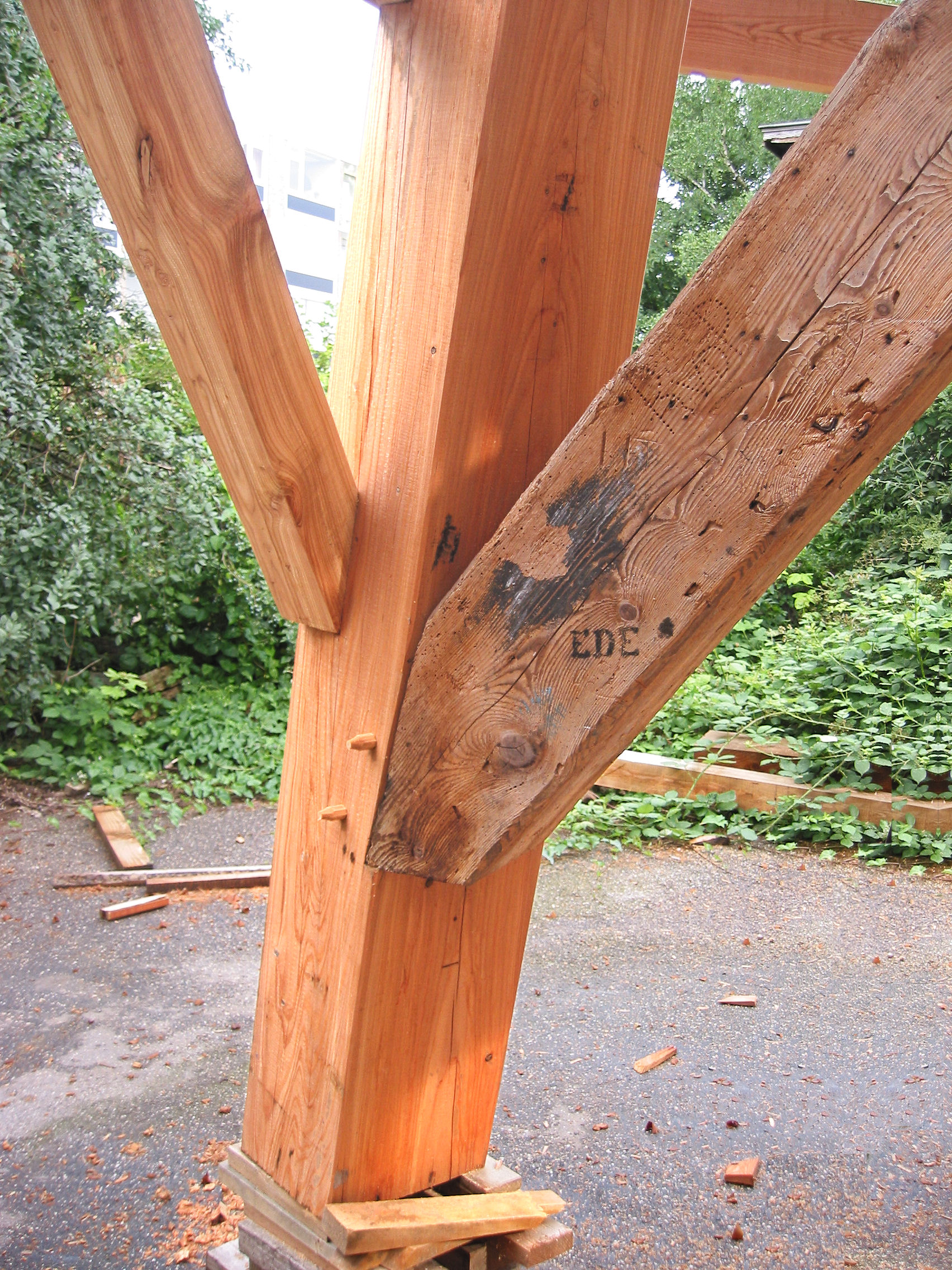
De korbeel (schuine balk) ter ondersteuning van de horizontale balk en een deel van het veldkruis (dunnere balk).
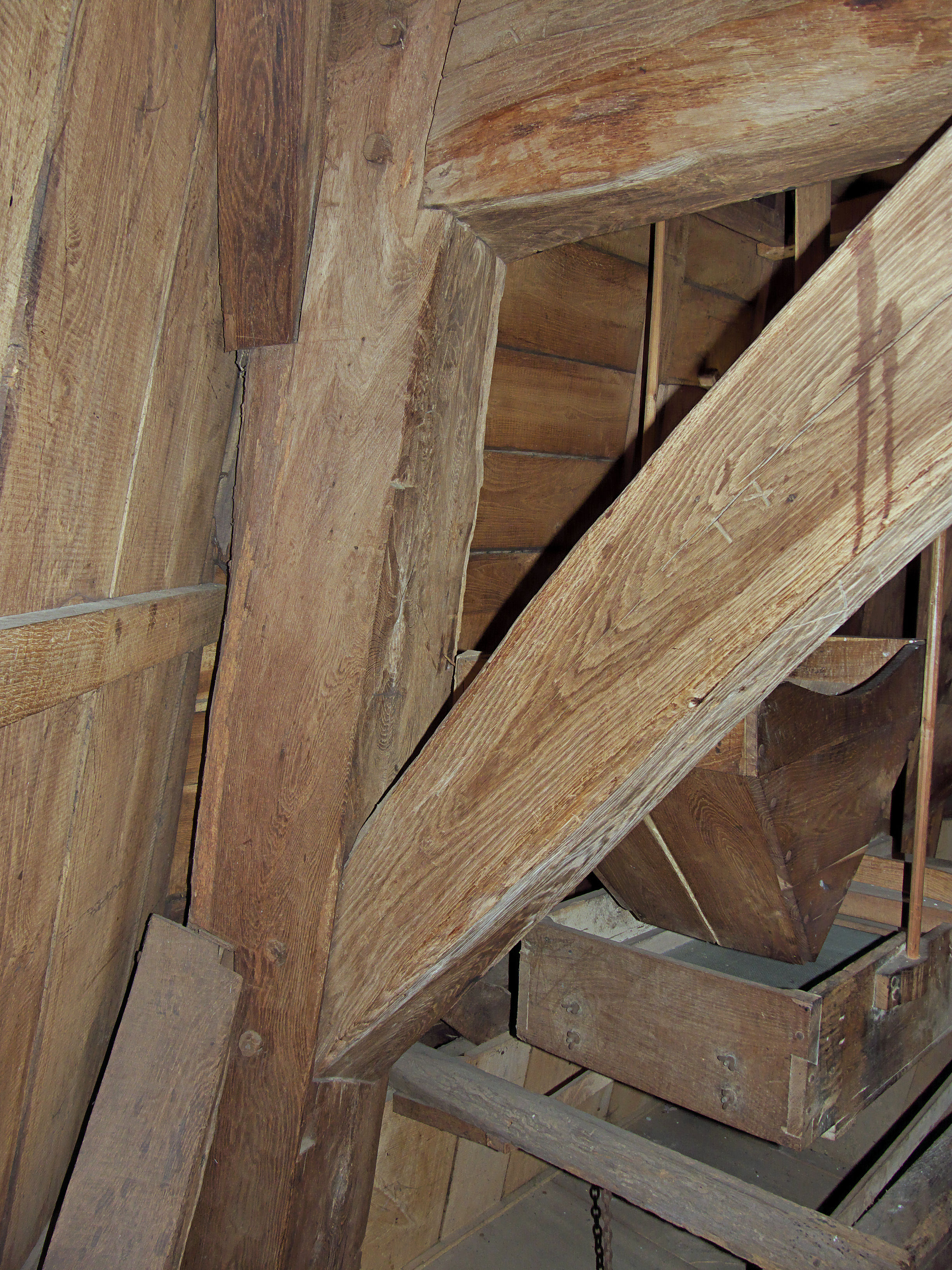
Achtkantstijl met korbeel
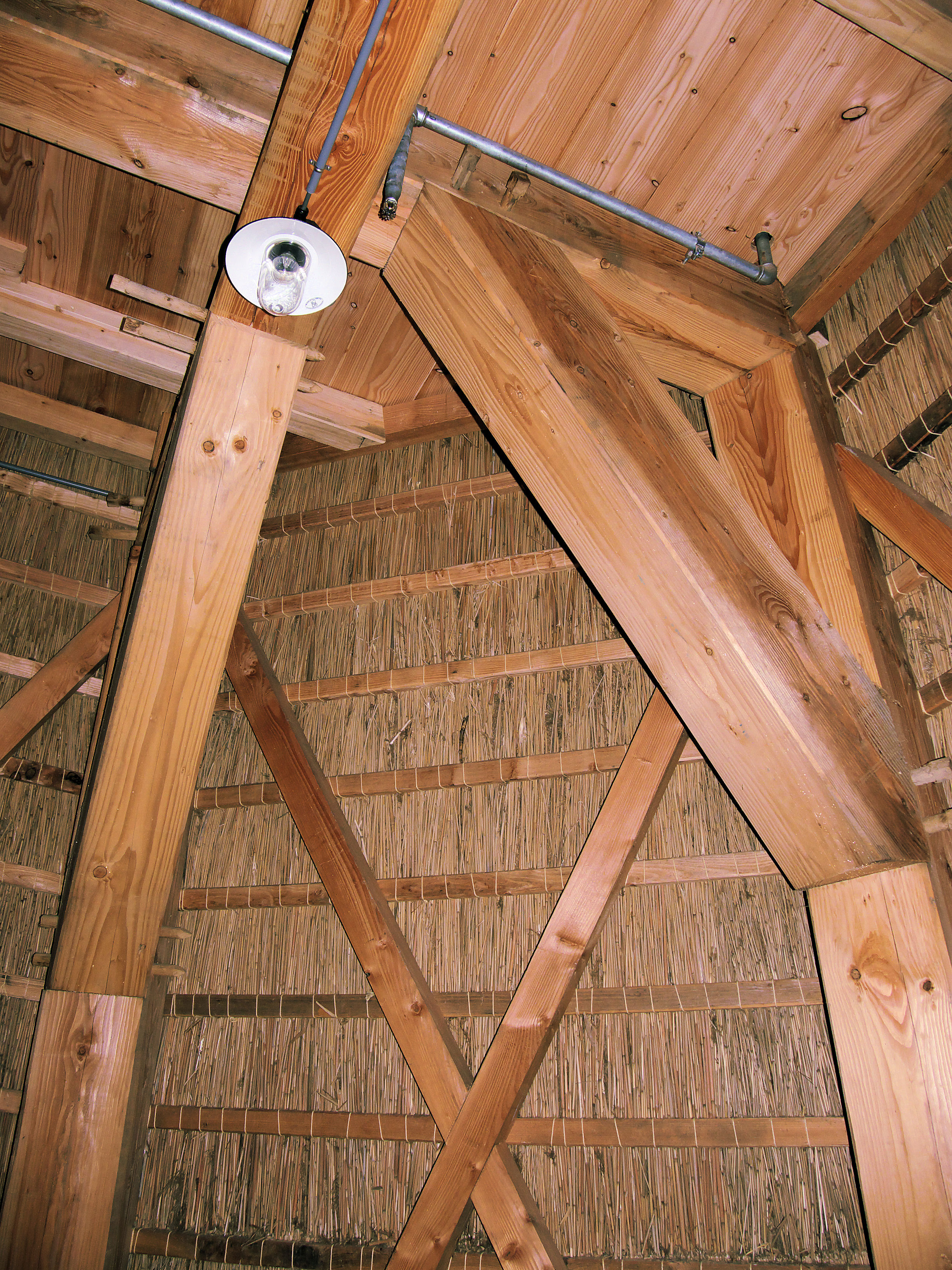
Vals veld
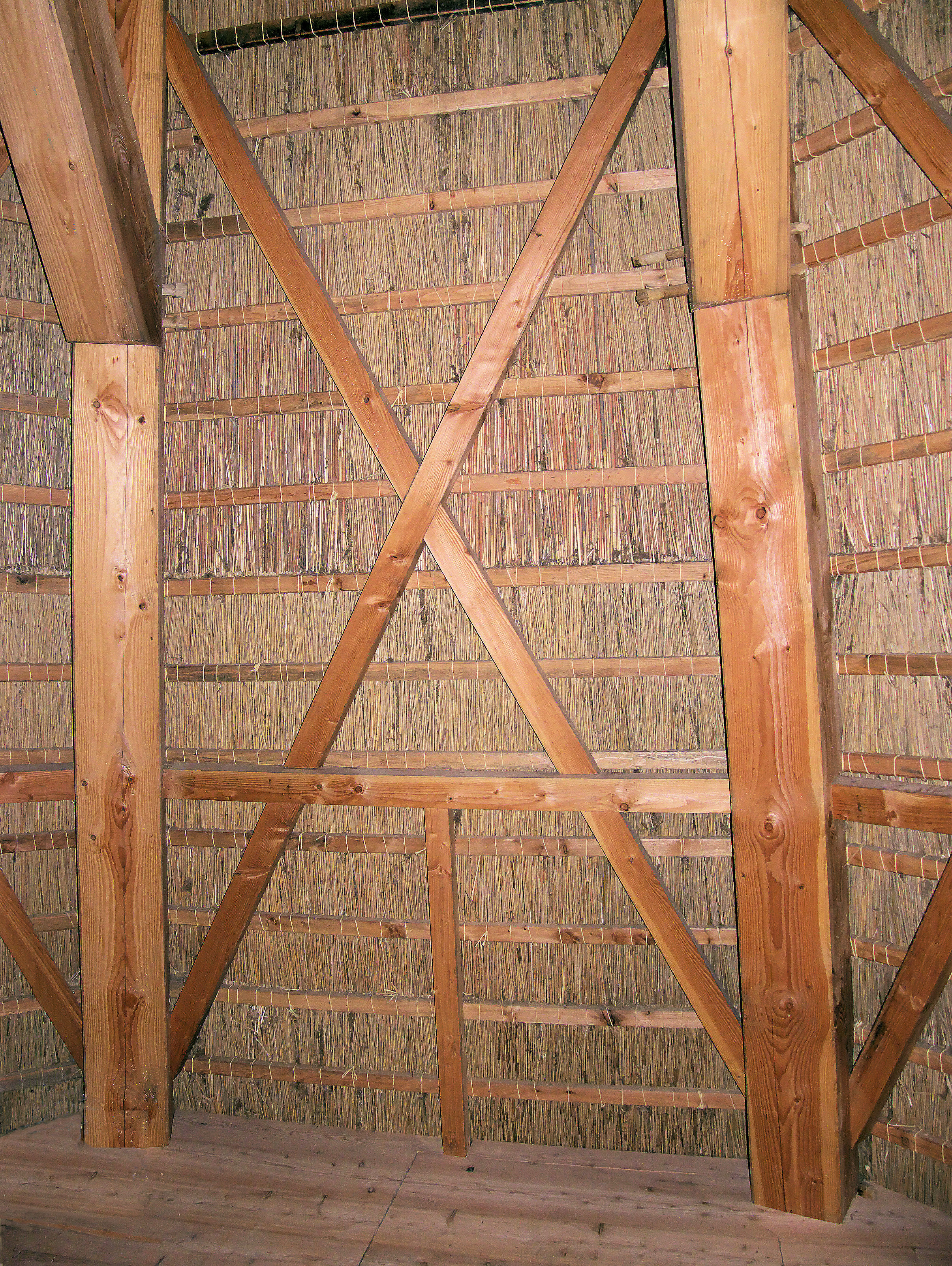
Veldkruis, veldregel en veldstijl
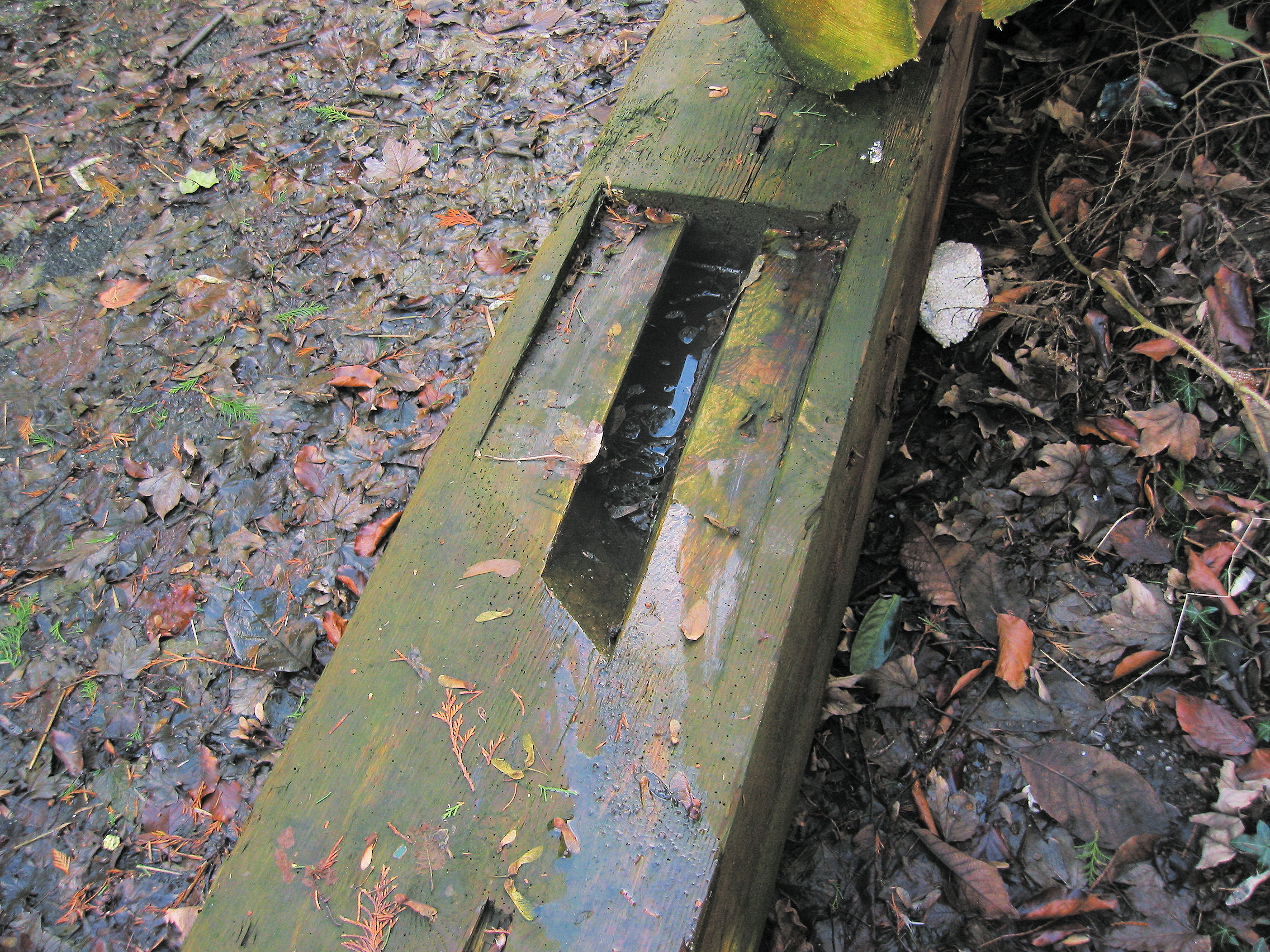
Oude achtkantstijl met gatverbinding voor korbeel van de Concordiamolen
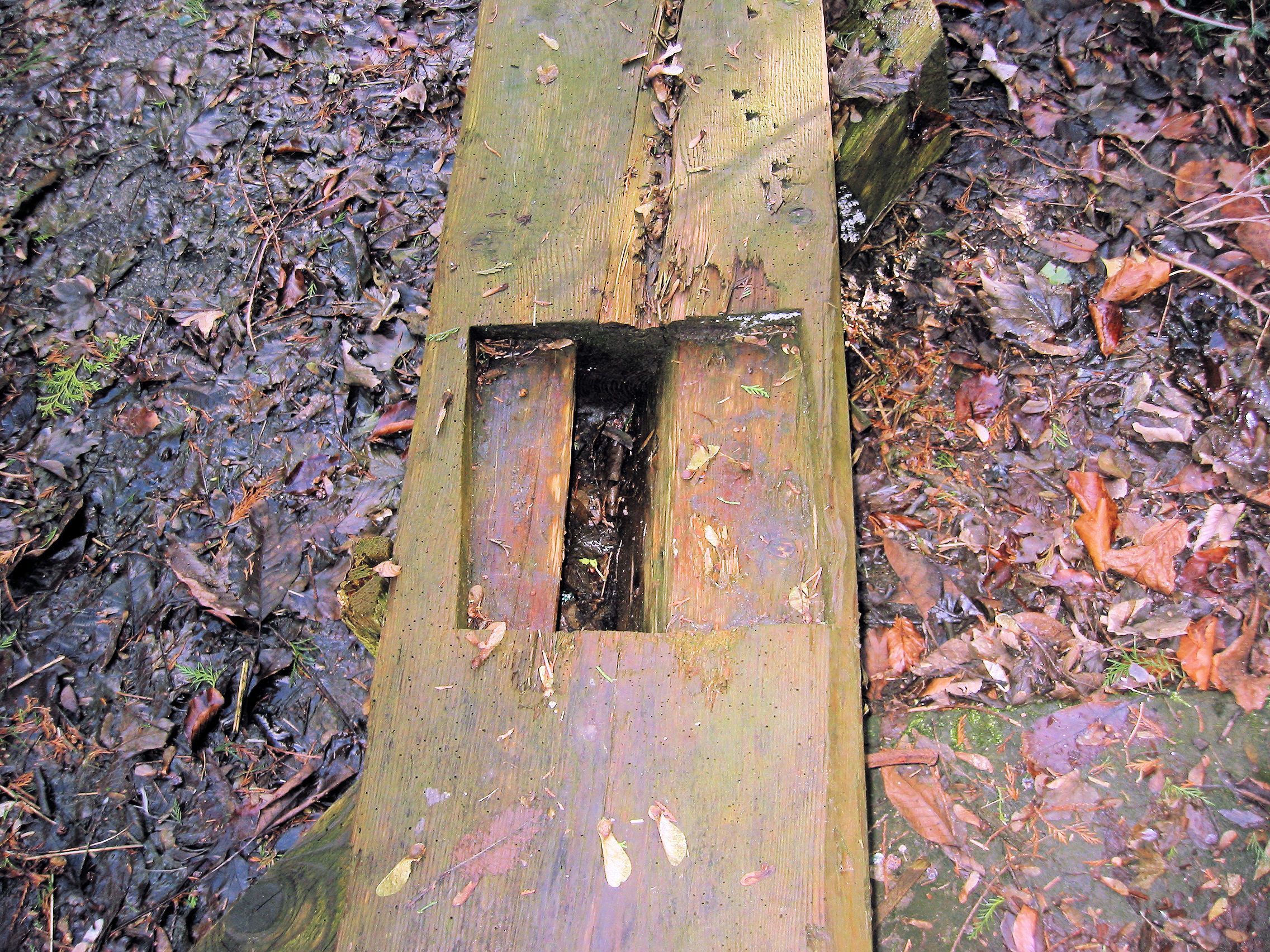
Oude achtkantstijl met gatverbinding voor bintbalk van de Concordiamolen
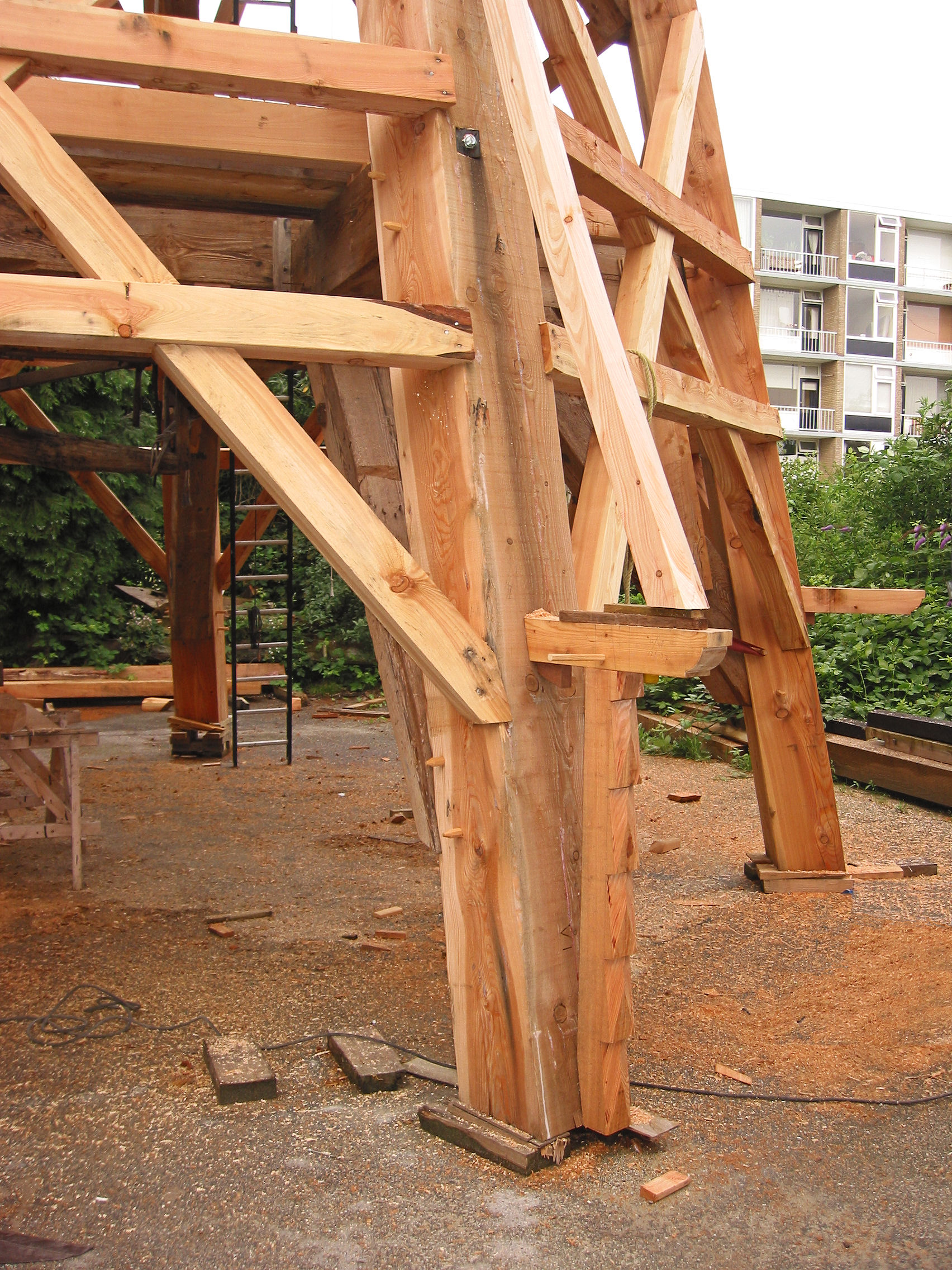
De uitbreker staande op het horizontale kardoeshout, ondersteund door het stijltje.
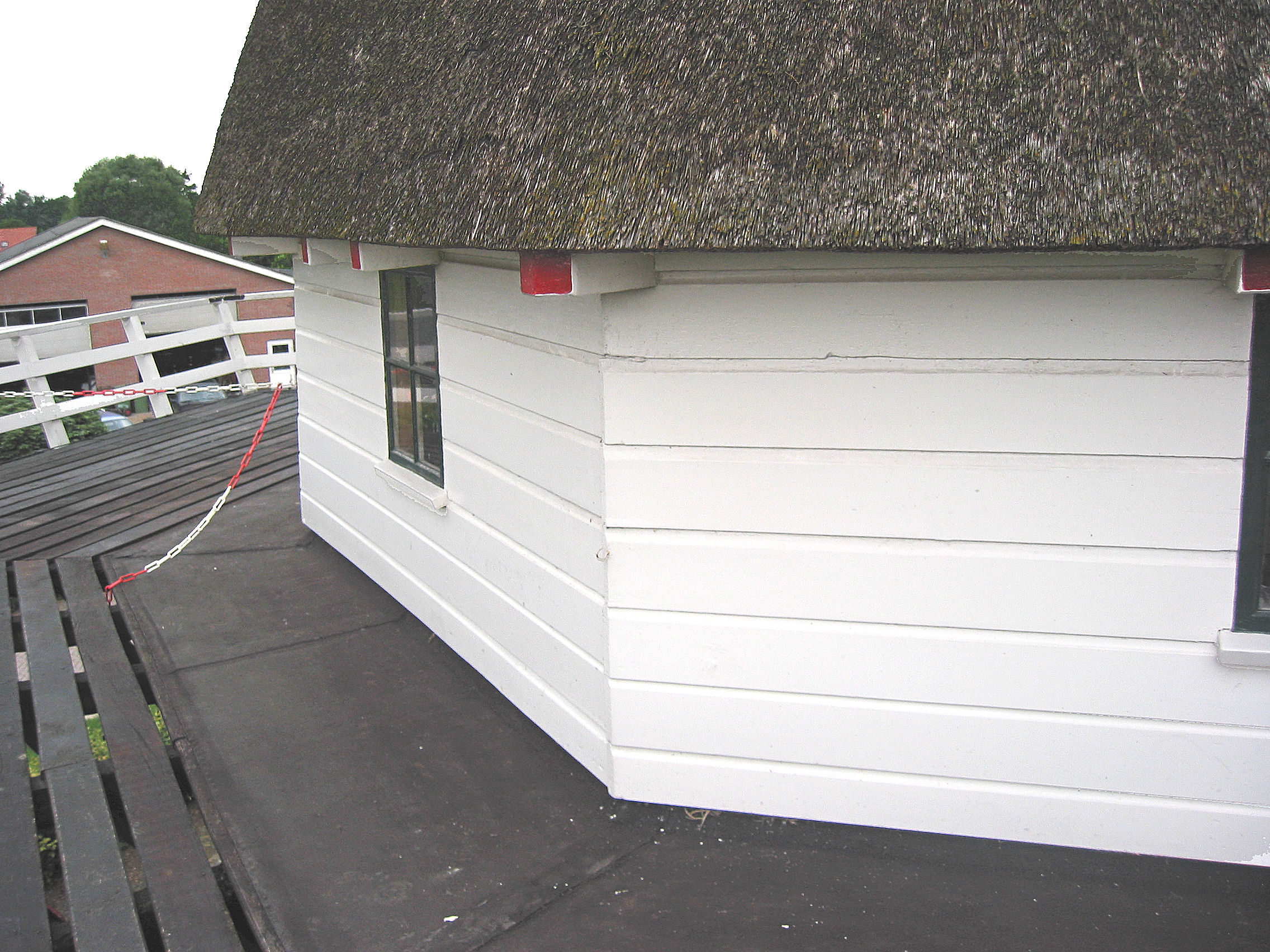
Met rabatdelen bedekte houtenachtkant, de weeg
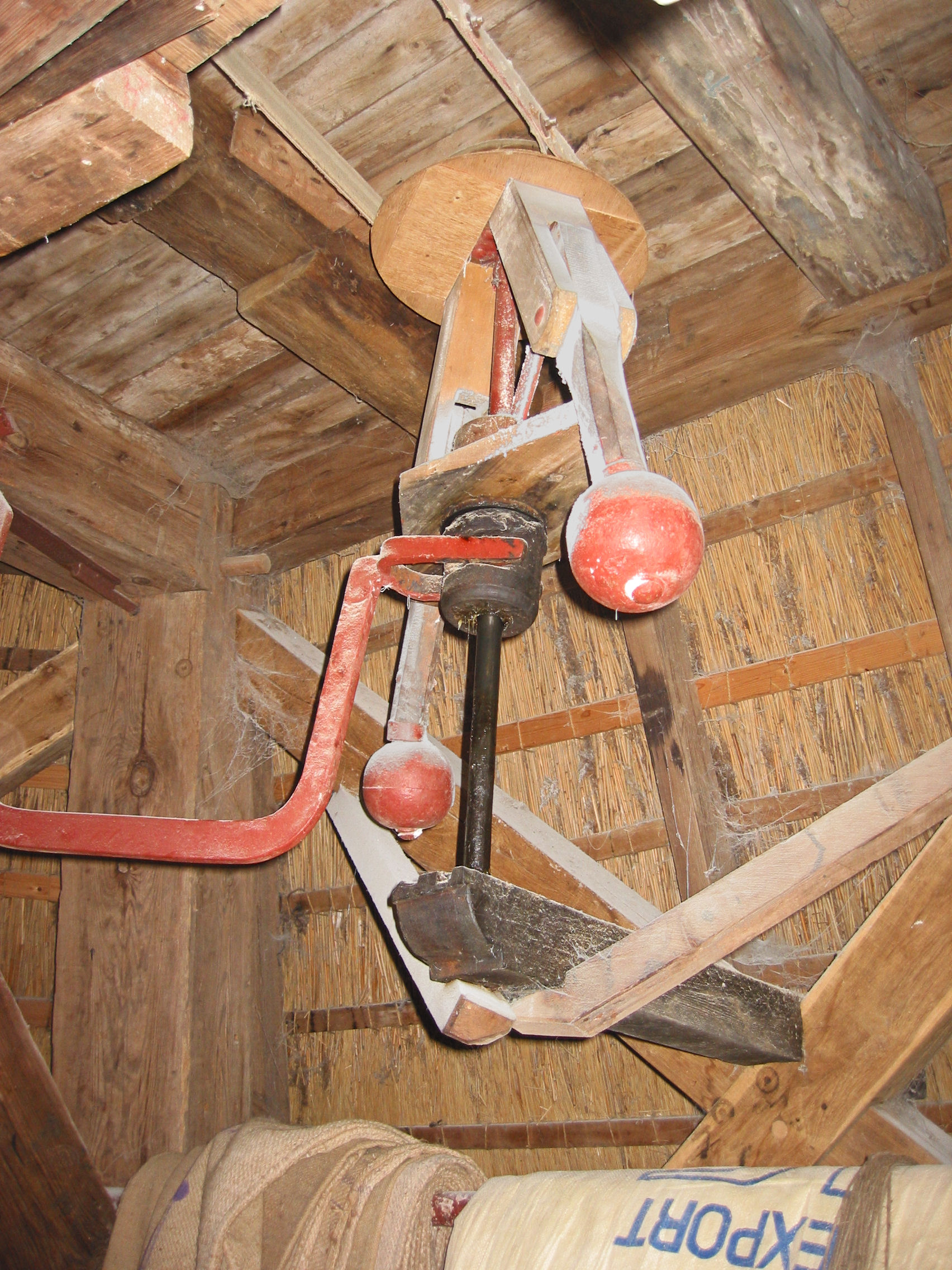
Deel binnenkant met regulateur van de Walderveense molen
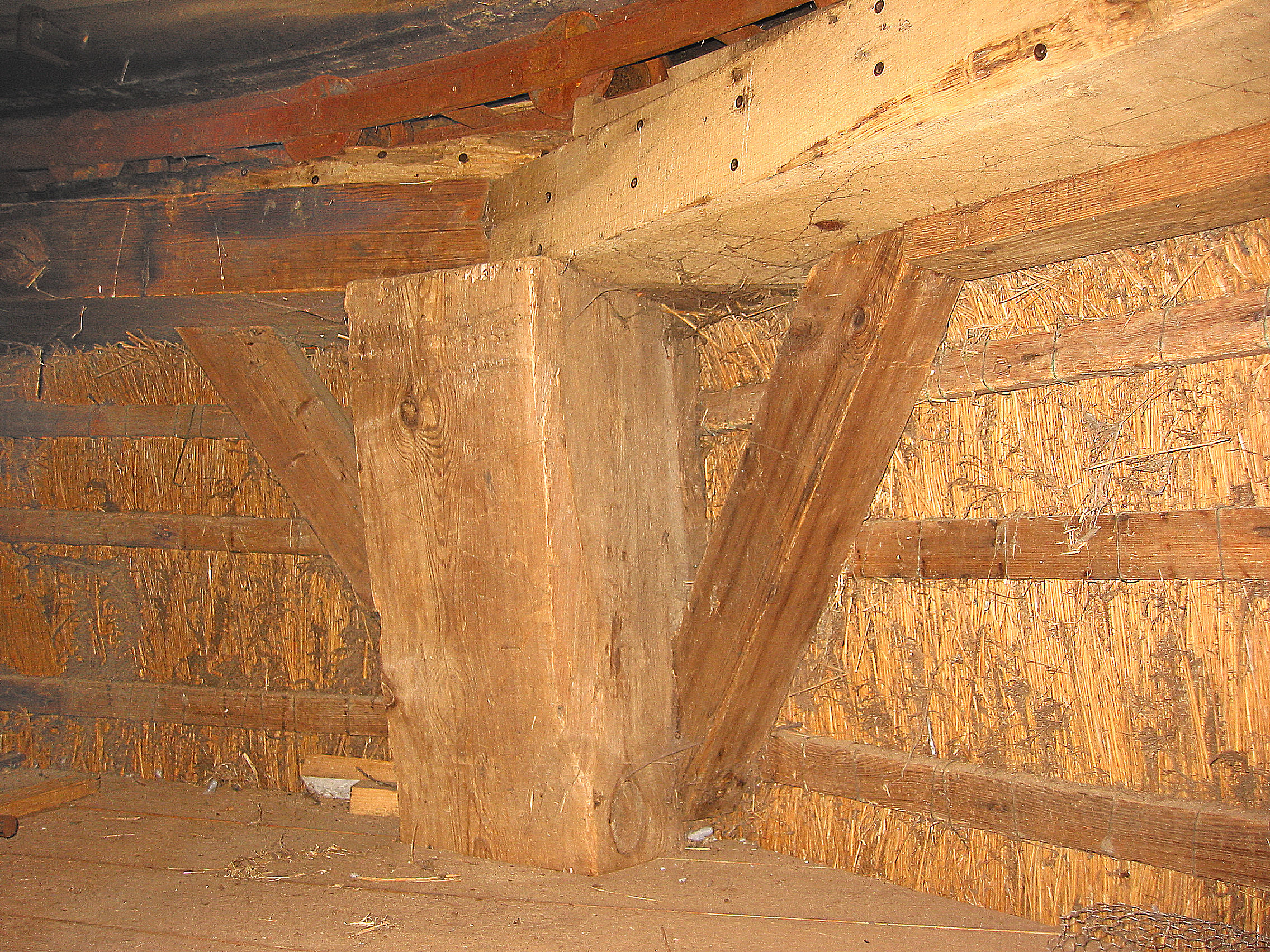
Achtkantstijl met de hondsoren en daarop het boventafelement met het Engels kruiwerk van de Walderveense molen
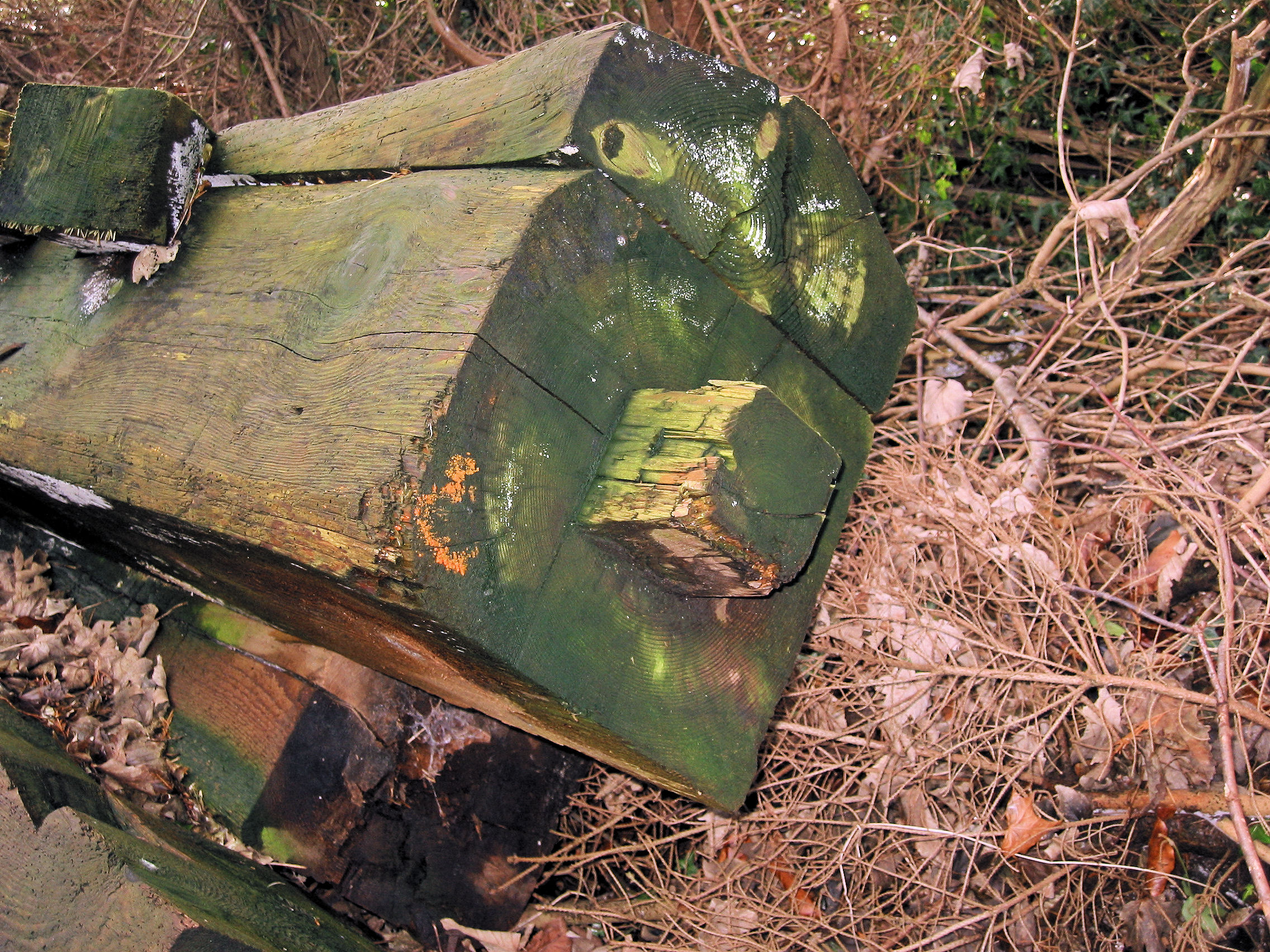
Bovenkant oude achtkantstijl met scheg van de Concordiamolen
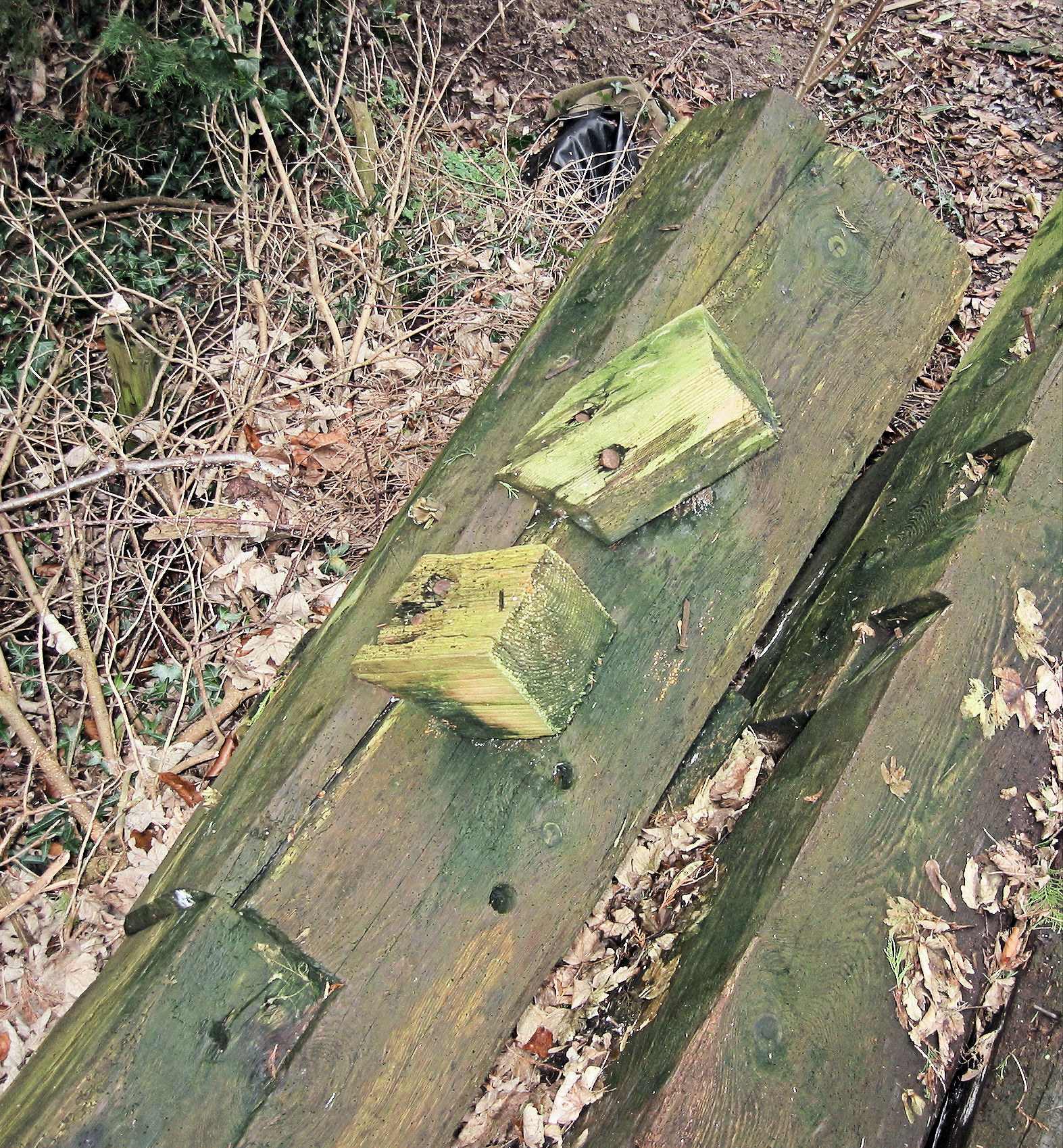
Scheg met deel hondsoor en veldregel van de Concordia molen
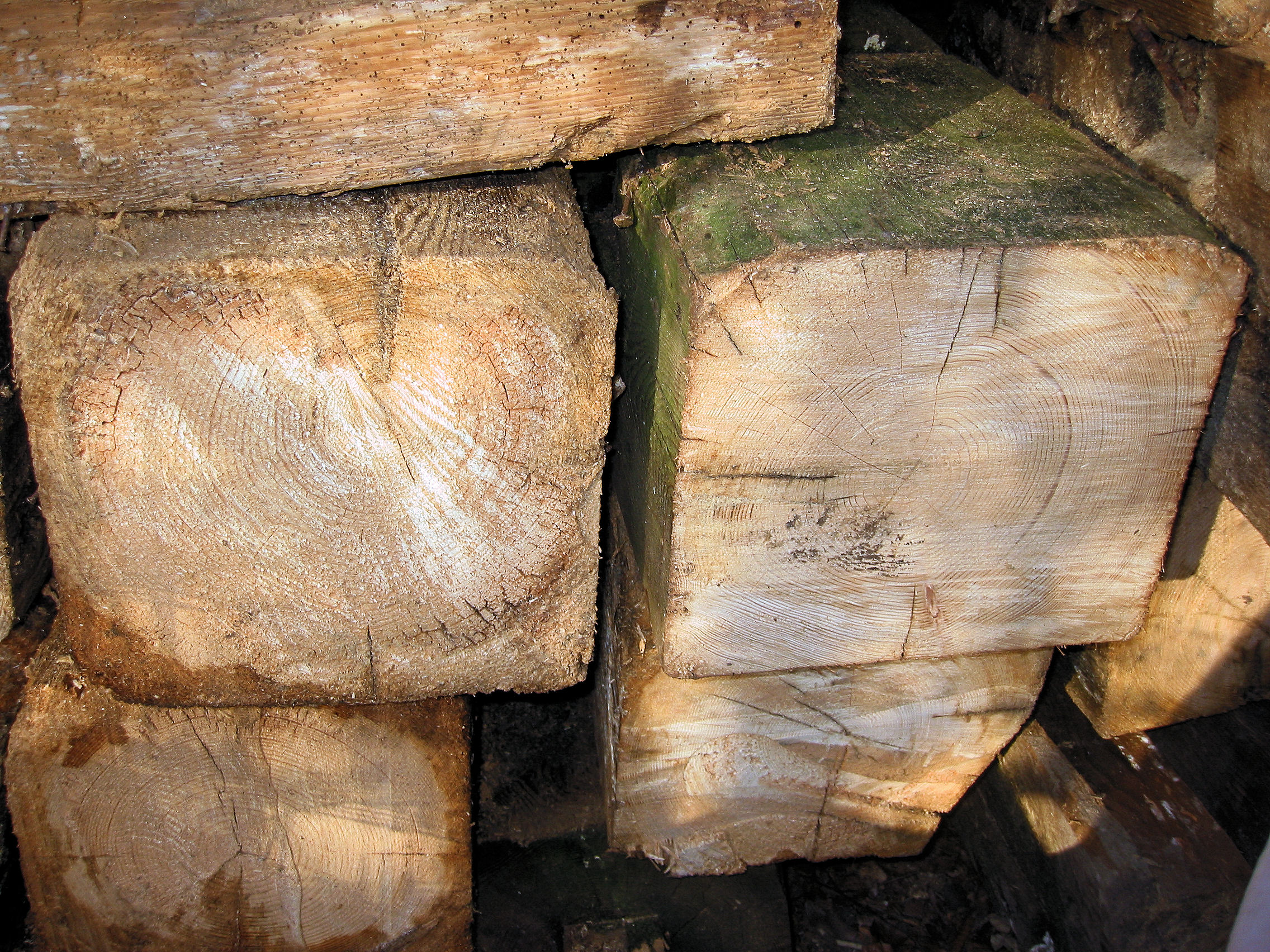
35 x 30 cm oude achtkantstijlen van de Concordia molen
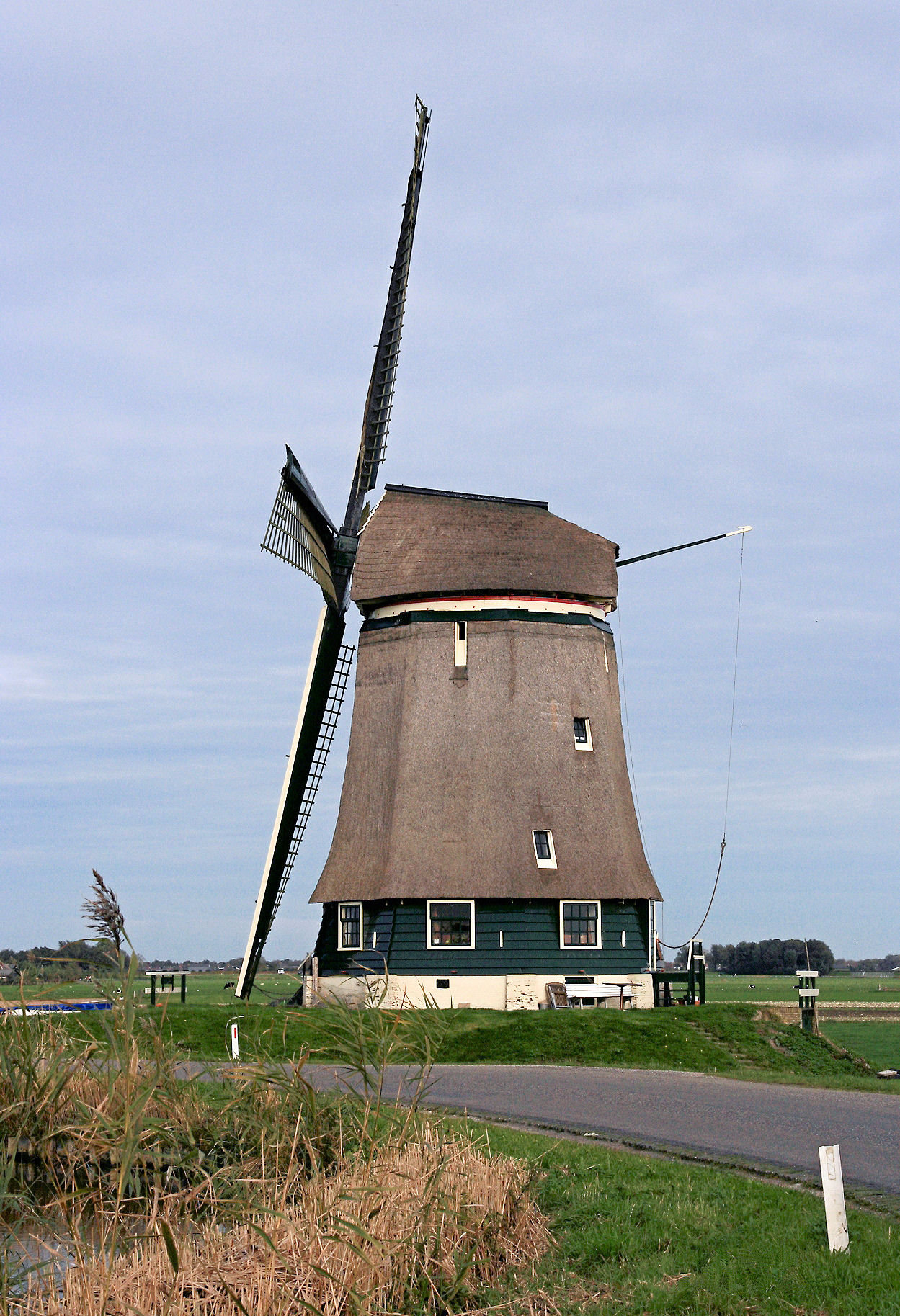
De vrij plompe Ambachtsmolen (binnenkruier)
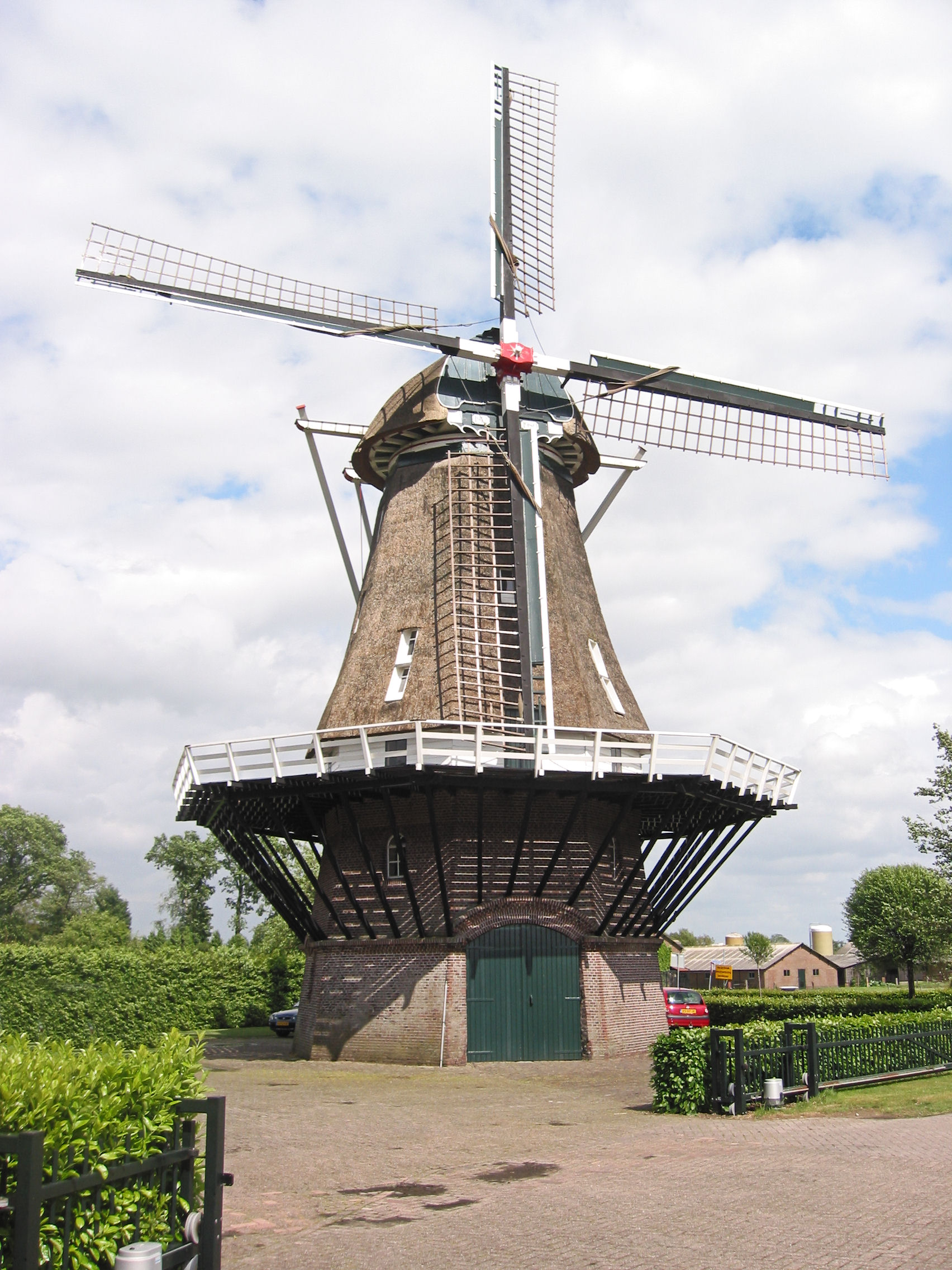
De slanke Walderveense molen (buitenkruier)
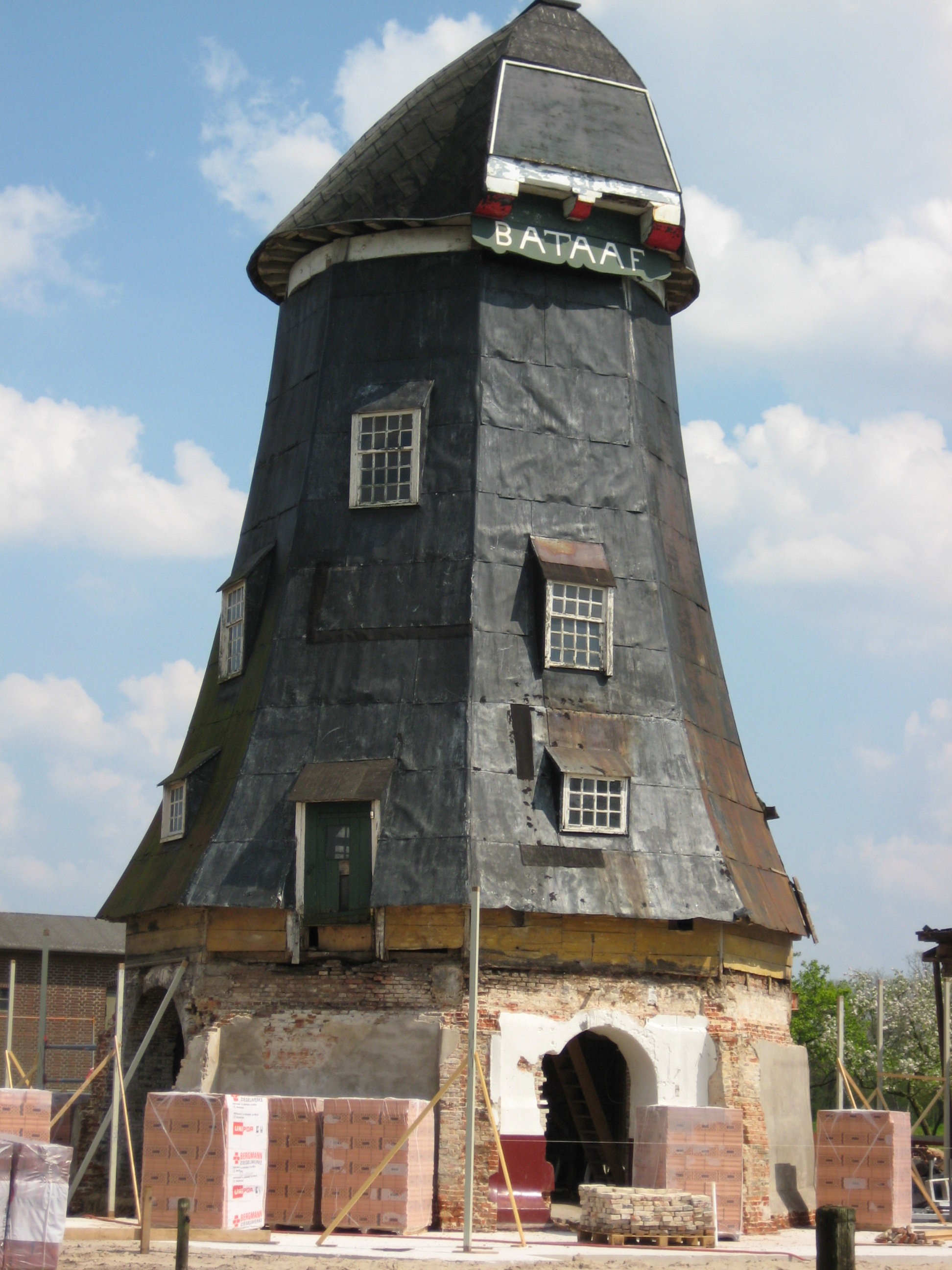
Molen Bataaf is een houten achtkant en was gedekt met eikenplanken en dakleer. Sinds 6 november 2009 is de romp nu bekleed met gegalvaniseerde stalen platen
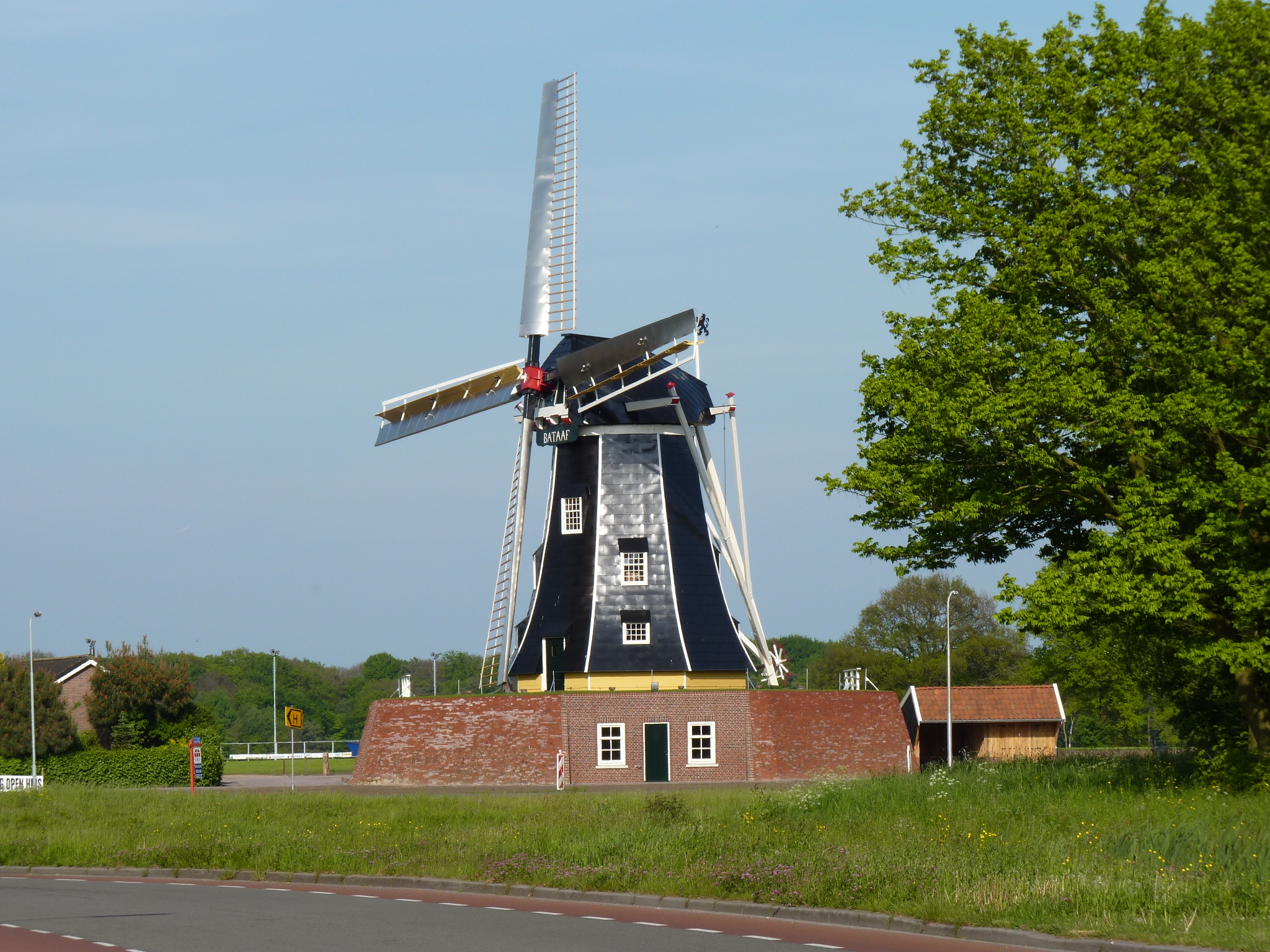
Molen Bataaf met gegalvaniseerde stalen platen

Amerikaanse windmotor ·
beltmolen ·
bovenkruier ·
grondzeiler ·
paltrokmolen ·
spinnenkop ·
standerdmolen ·
kotmolen ·
stellingmolen ·
houten achtkant ·
ronde stenen molen ·
tjasker ·
torenmolen ·
weidemolen ·
wipmolen ·
monniksmolen (Friese mounts) ·
tonmolen ·
windturbine ·
Bosman-molentje

Verwant artikel: Windmolens in Nederland